# Dom zu Mailand

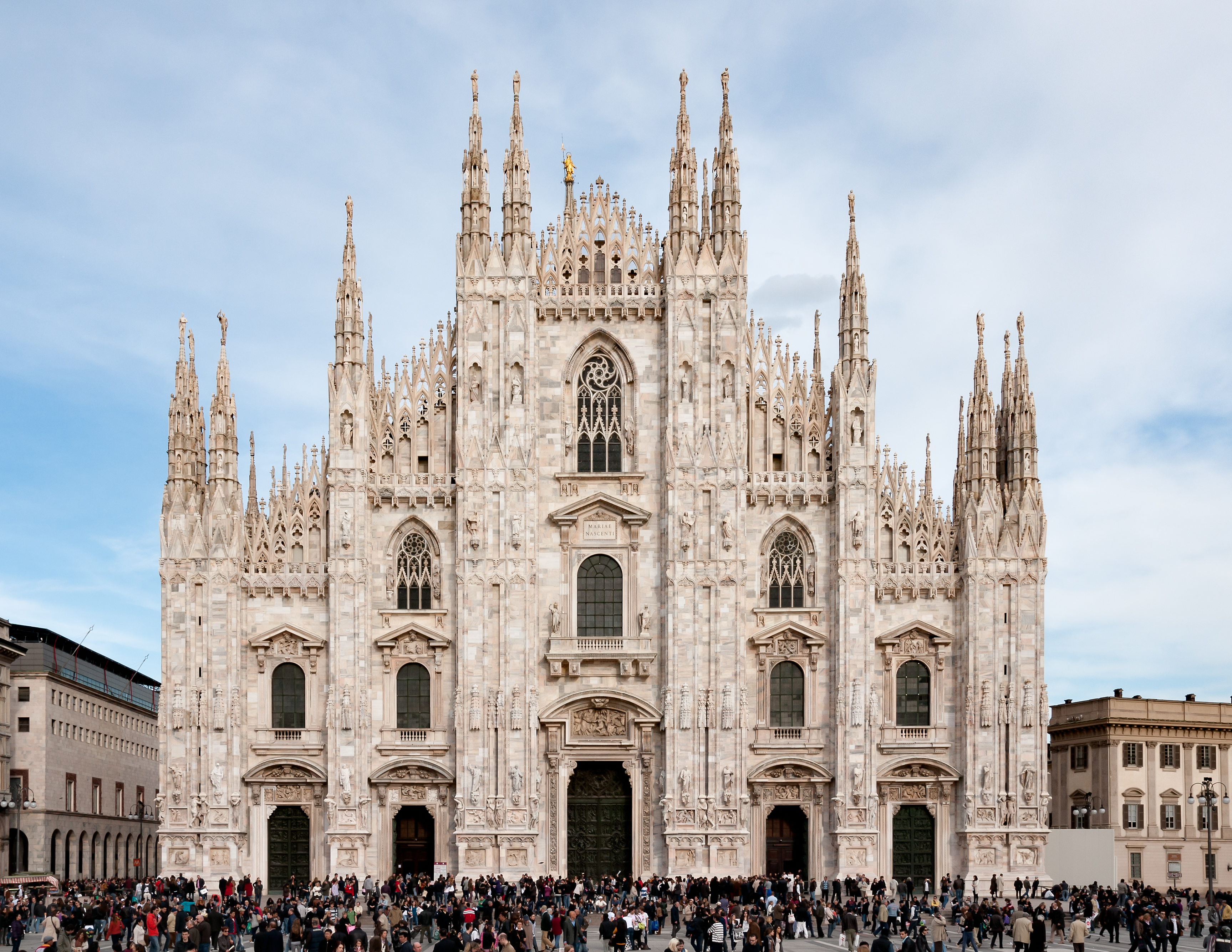
Dom zu Mailand

Der Dom zu Mailand (italienisch Duomo di Milano, offiziell Cattedrale Metropolitana della Natività della Beata Vergine Maria) ist eine römisch-katholische Kirche in Mailand und die Kathedrale des Erzbistums Mailand. Der Fläche nach ist er eine der größten Kirchen der Welt. 1386 in gotischen Formen begonnen, war der Dom bei der Schlussweihe 1572 noch nicht vollendet und bekam erst ab der napoleonischen Zeit seine heutige Fassade.

## Geschichte

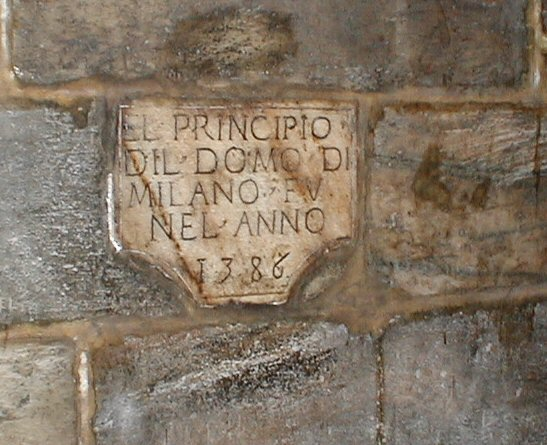
Baubeginn 1386

Zuvor befanden sich an der Stelle des Doms nach einem Tempel aus römischer Zeit eine frühchristliche Kirche Santa Maria Maggiore und im Bereich des heutigen Platzes eine größere römische Basilika, die später zu Ehren der Heiligen Tecla geweiht, 1548 aber abgerissen wurde. Beide gingen auf das vierte Jahrhundert zurück und wurden mehrfach zerstört und verändert wiederaufgebaut.
Der Bau des Mailänder Doms wurde 1386 auf Initiative von Bischof Antonio Saluzzo durch den Stadtherrn Gian Galeazzo Visconti, dem späteren ersten Herzog von Mailand, begonnen. 1388 wurden die Fundamente gelegt und mit dem Bau der Außenmauern einer dreischiffigen Kirche von der Apsis her begonnen. Der Bau des Doms wurde auch von sehr spezifischen politischen Entscheidungen bestimmt: Mit der neuen Baustelle wollte die Bevölkerung von Mailand die Zentralität Mailands in den Augen von Gian Galeazzo betonen. Diese Prominenz wurde dadurch in Frage gestellt, dass der neue Herr – wie schon sein Vater Galeazzo II. Visconti – seinen Hof nicht in Mailand, sondern in Pavia einrichtete.
Die Beziehungen zwischen Gian Galeazzo Visconti und der obersten Leitung der Fabbrica del Duomo di Milano (von den Mailänder Bürgern gewählt) waren jedoch oft angespannt: Der Herr wollte den Dom in das dynastische Mausoleum des Visconti verwandeln. Das Einsetzen des zentralen Teils des Grabdenkmals der Kathedrale seines Vaters Galeazzo II. stieß auf starken Widerstand sowohl der Fabbrica del Duomo als auch der Mailänder, die ihre Autonomie unterstreichen wollten. Es kam zu einem Konflikt, der Gian Galeazzo zwang, über die Gründung einer neuen Baustelle zu entscheiden, die ausschließlich für die Visconti-Dynastie bestimmt war: die Certosa di Pavia.
Bis 1402 sind in den zeitgenössischen Quellen neben italienischen auch konkurrierende französische und deutsche Baumeister genannt, die einen hingen überlieferten einheimischen Traditionen an, die anderen strebten nach maximaler Höhe und Durchlichtung des Baus. Die Fremden wurden bald gänzlich von Lombarden verdrängt, dennoch blieb der Bau unter dem Einfluss der französischen und deutschen Gotik. Um 1400 wurde die Apsis hochgezogen, das Jahr 1402 wurde für das Maßwerk der 22,5 Meter hohen, mit Glasmalereien ausgestatteten Chorfenster mit ihren rotierenden Fischblasen genannt, auch die Querschiffe waren 1409 vollendet. Als 1418 Papst Martin V. den Hauptaltar weihte, war der Vierungsturm noch unvollendet. In der zweiten Hälfte des 15. Jahrhunderts wurde der Bau nach Westen vorangetrieben. Das Baumaterial, Marmor aus den fürstlichen Steinbrüchen von Candoglia im Val d’Ossola am Lago Maggiore, mit dem der im Kern aus Backstein aufgeführte Bau verkleidet ist, wurde über Kanäle, die Mailänder Navigli, herbeigeschafft. Jeder Block bekam die Kennung AUF (=ad usum fabricae/zur Verwendung in der Dombauhütte) und konnte so zollfrei eingeführt werden. Gian Galeazzo verfolgte also ein höchst ambitioniertes Projekt, mit dem er sich an Kathedralbauten in anderen europäischen Herrschaftszentren orientierte, um seinen Anspruch auf eine führende Rolle in Norditalien zu demonstrieren.
Der Bau des Vierungsturmes bereitete große statische und gestalterische Probleme, wurde aber im Jahr 1500 in der Ära des Dombaumeisters Giovanni Antonio Amadeo vollendet. Als Bischof Karl Borromäus 1572 die Kathedrale endlich weihen konnte, war sie im Westen noch mit einer notdürftigen Backsteinmauer abgeschlossen. Verschiedene Fassadenentwürfe seit der ersten Hälfte des 16. Jahrhunderts kamen zunächst nicht zur Ausführung.
Der seit 1567 tätige Dombaumeister Pellegrino Tibaldi baute vielmehr zunächst bis 1577 den Chor im Stil des Frühbarock gründlich um. Von seinem um 1570 entstandenen Fassadenplan, der statt des gotischen, nun als „deutsch“ und „protestantisch“ konnotierten Aufrisses einen „römischen“ im Stil der Renaissance vorsah, wurde nur wenig mehr als die Portalzone realisiert.
Carlo Buzzi, Dombaumeister ab 1630, wandelte ihn ab, indem er 1647 die fünf Achsen durch Fialen trennte und die „gotische“ Vertikale wieder stärker betonte. Doch schritt im 17. und 18. Jahrhundert der Bau nur langsam voran, obwohl er sich auf Arbeiten an der Fassade reduzierte.

Fassadenentwürfe
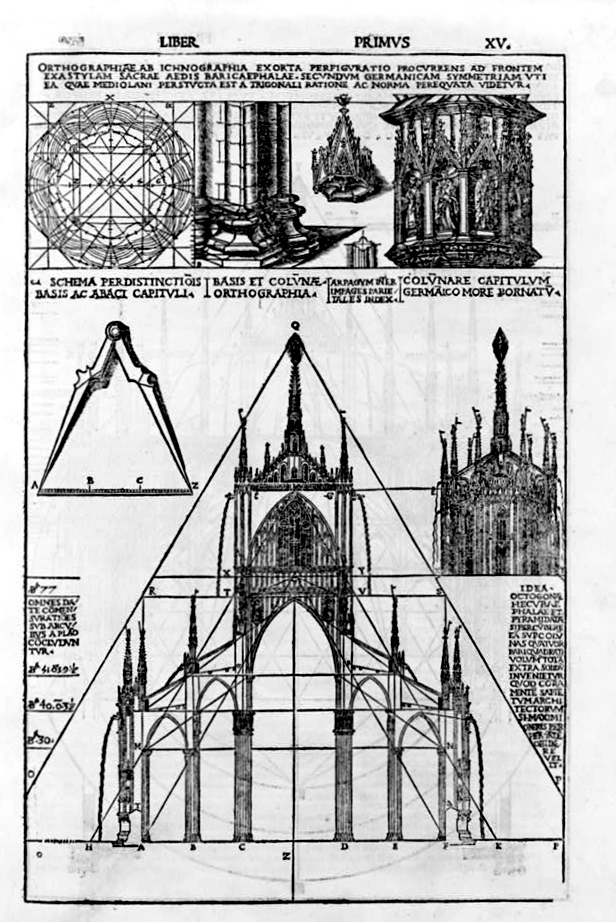
Bauzeichnung von Cesare Cesariano, 1521
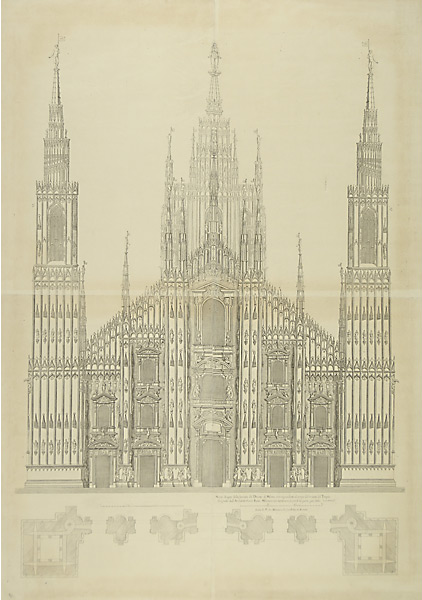
Entwurf mit Türmen von Carlo Buzzi, 1647
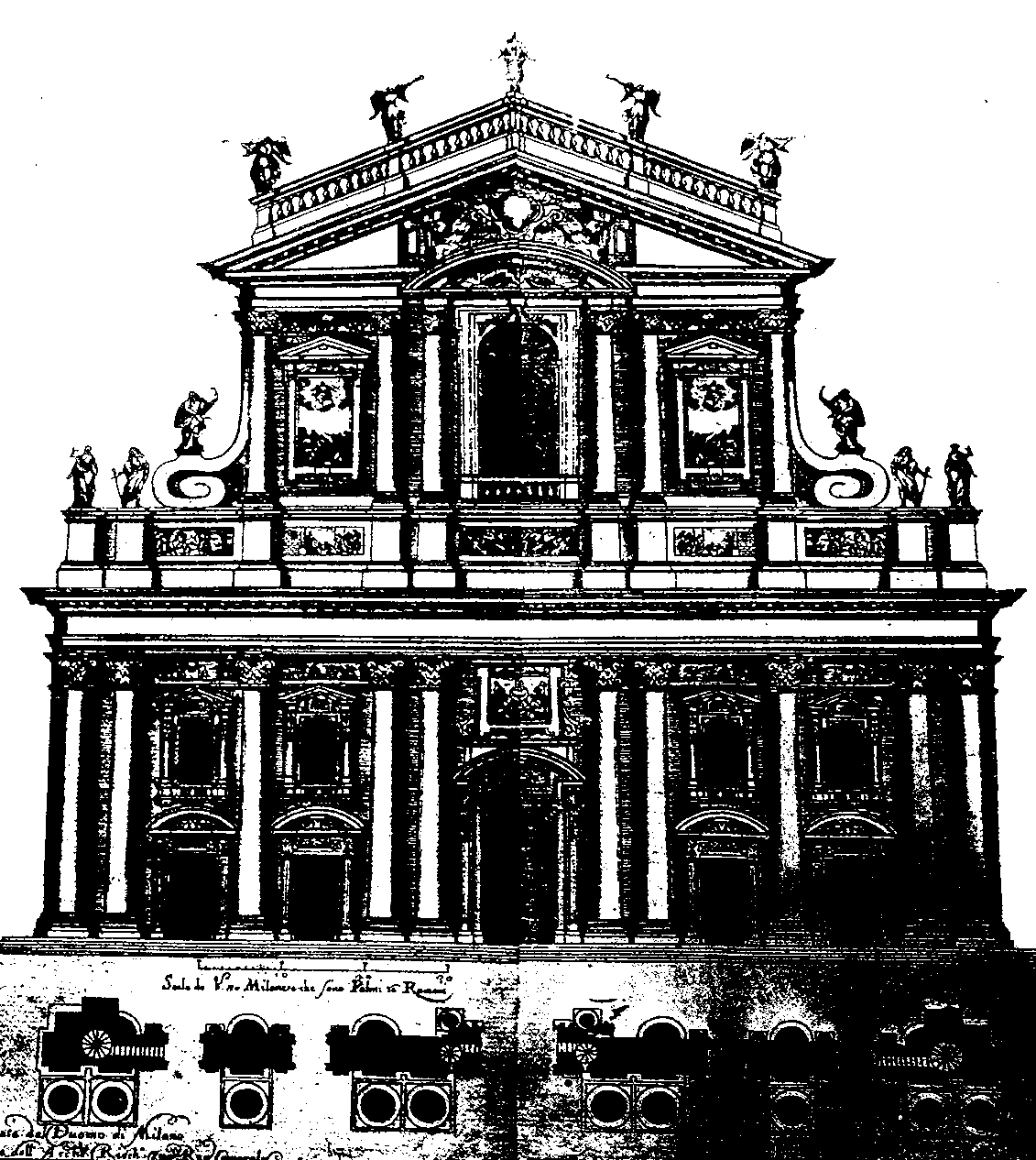
Entwurf von Francesco Maria Richini, 17. Jhd.
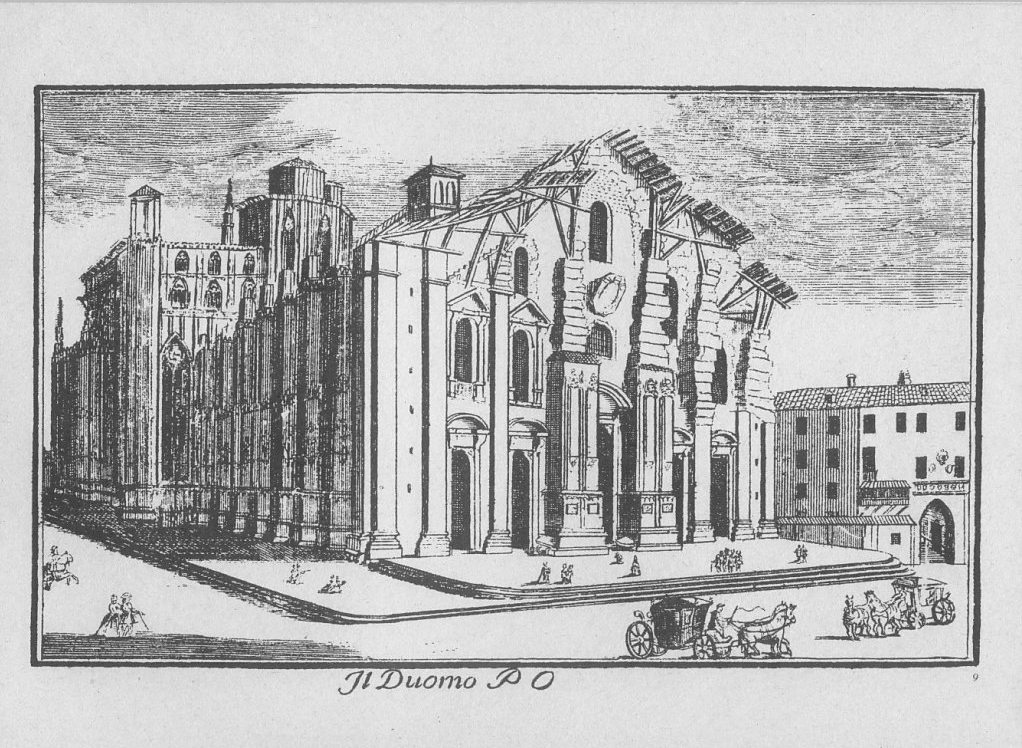
Marc’Antonio Dal Re: Zustand des Doms um 1745

Erst im Auftrag Napoleons, der sich im Dom am 26. Mai 1805 zum König von Italien krönen ließ, wurde die Fassade von Giuseppe Zanola im neogotischen Stil weitergebaut und 1813 von Amati vollendet.
Mit der Krönung von Kaiser Ferdinand I. zum König von Lombardo-Venetien am 6. September 1838 erfolgte im Dom zu Mailand dabei zugleich  auch die letzte Krönung eines  Monarchen mit der Eisernen Krone. 1858 wurde der Glockenturm abgerissen und die Fialen zu Beginn der 1890er Jahre fertiggestellt. Giuseppe Brentanos siegreicher Wettbewerbsentwurf von 1887/88, der eine konsequente neugotische Fassadengestaltung vorsah, blieb unrealisiert. Der Mailänder Dom steht unter dem Patrozinium Mariä Geburt. Offiziell trägt er den Namen Cattedrale Metropolitana della Natività della Beata Vergine Maria, wörtlich übersetzt „Metropolitankathedrale der Geburt der Seligen Jungfrau Maria“.
Immer wieder wurde auch die Frage eines dem monumentalen Charakter des Doms angemessenen Campanile erörtert. Seregni und Buzzi hatten Pläne mit zwei Türmen vorgelegt. Zuletzt hieß es 1938, das Projekt eines gewissen Vico Viganò aus dem Jahre 1927 werde demnächst verwirklicht, und zwar als „Turm des Gedenkens der Siege und des Ruhms“ („Torre delle Memorie delle Vittorie e delle Glorie“). Der so benannte Glockenturm sollte der höchste Kirchturm der Welt werden und samt Geläut bis 1942 fertiggestellt sein. Der Corriere della Sera vom 20. Oktober 1938 formulierte es im dreispaltigen Titel wie folgt: „II Duomo avrà il campanile più alto del mondo. L’ordine del Duce: le campane a posto nel 1942.“ Aus Geldmangel blieb auch dieses von Benito Mussolini favorisierte Projekt unausgeführt.

## Gestalt
Der Stil des Kirchenbaus ist gotisch und stellt damit innerhalb der italienischen Architektur eine Ausnahme dar. Allerdings ist die Fassade, die erst unter Napoleon abgeschlossen wurde, eher als Mischung aus barocken und neugotischen Stilelementen anzusehen. Der große, repräsentative Domplatz wurde erst 1865 bis 1873 geschaffen.

### Äußeres

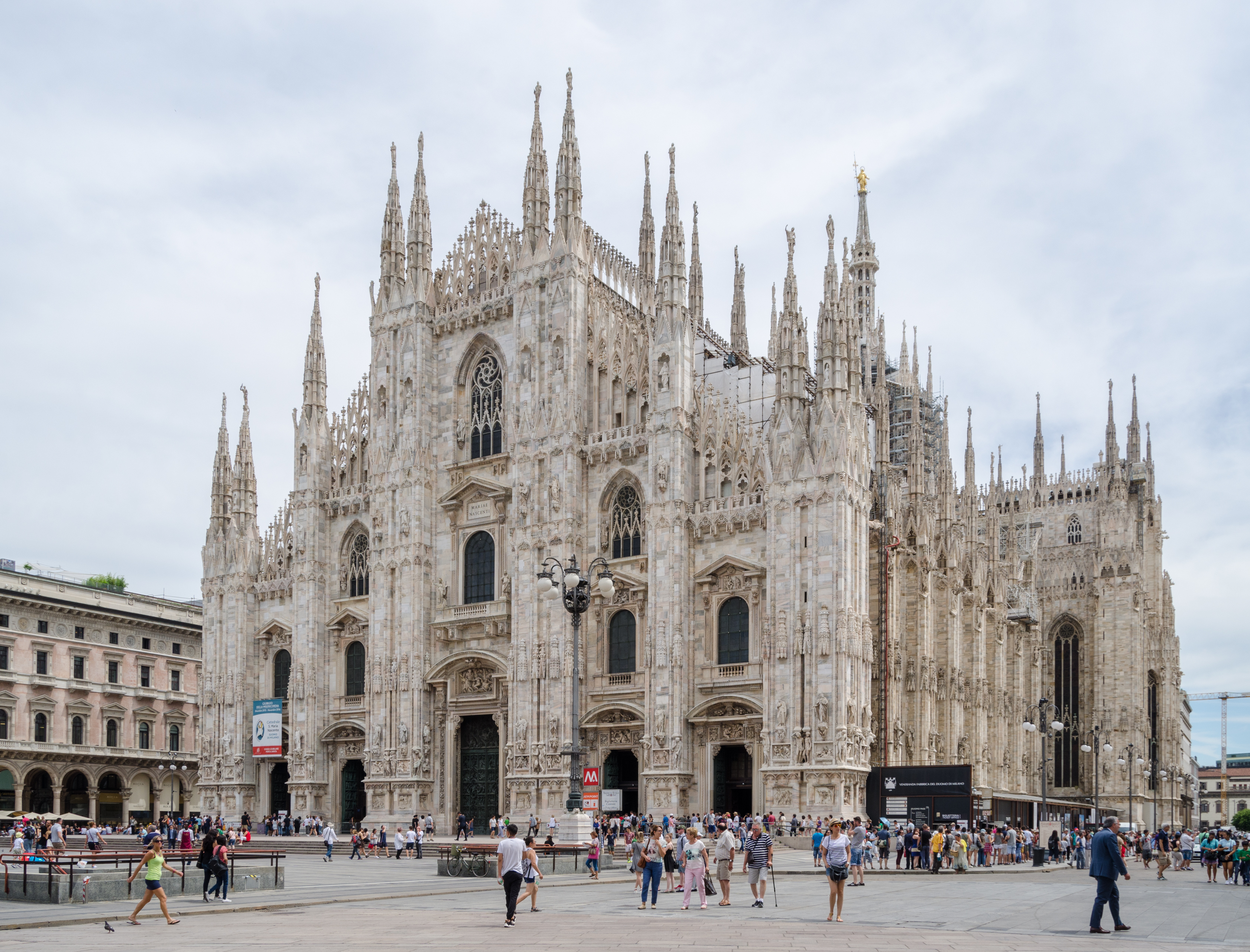
Außenansicht des Doms von Südwesten (2016)

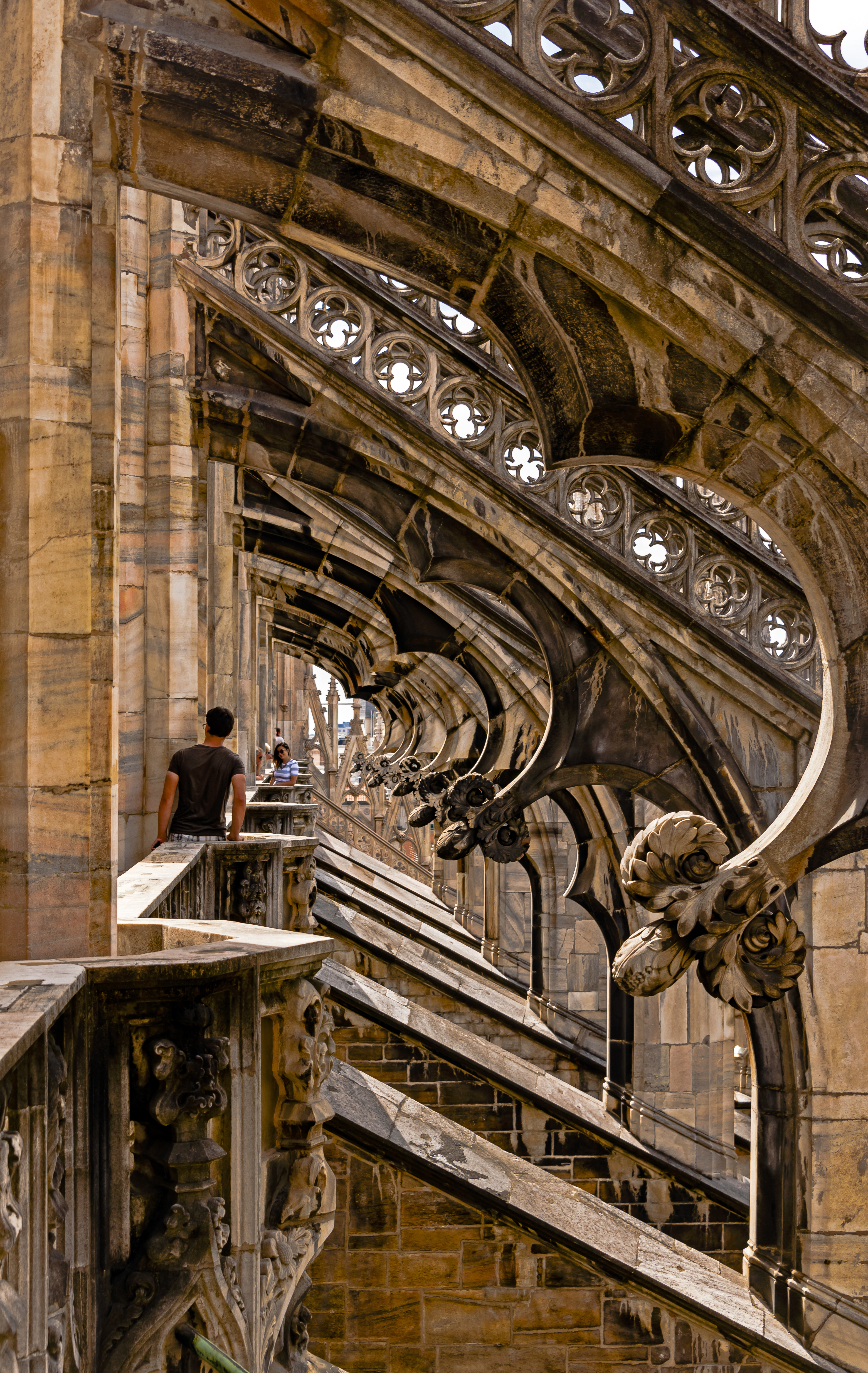
Strebebögen

Die Seitenwände des Domes stammen aus dem 15. bis 18. Jahrhundert und werden durch rhythmische fialengekrönte Strebepfeiler und hohe Fenster unterbrochen. Bei den Querschiffen (Transepten) sind die Strebepfeiler doppelt ausgeführt, hier führen im Inneren Treppen empor. Die Spitze ist mit feinem Zierwerk versehen. Die Wände sind mit über 2000 Skulpturen und 135 Fialen ausgeschmückt, die einen Überblick geben über die Bildhauerkunst einheimischer und fremder Künstler und Handwerker aus verschiedensten Epochen.

Detailansichten
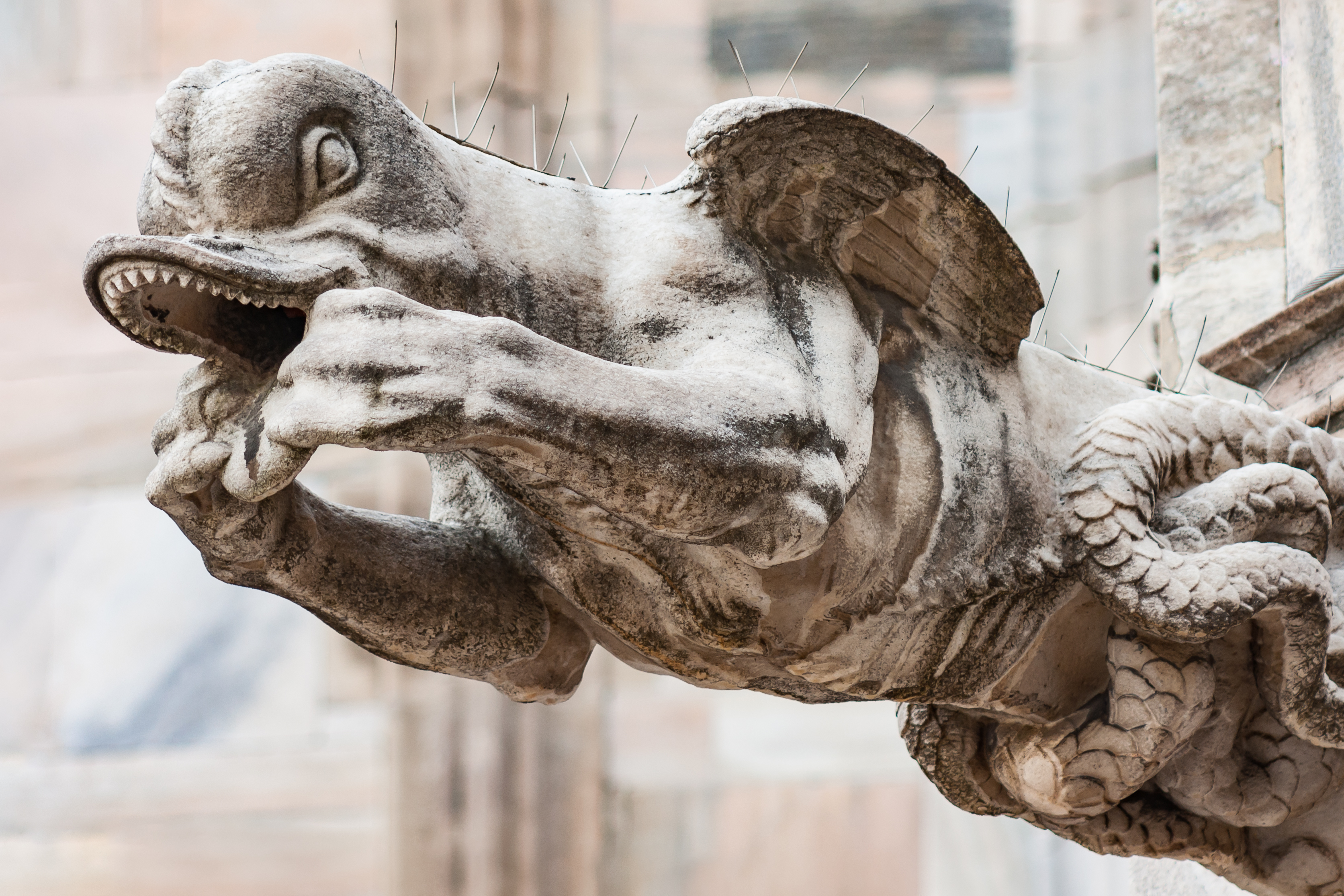
Wasserspeier
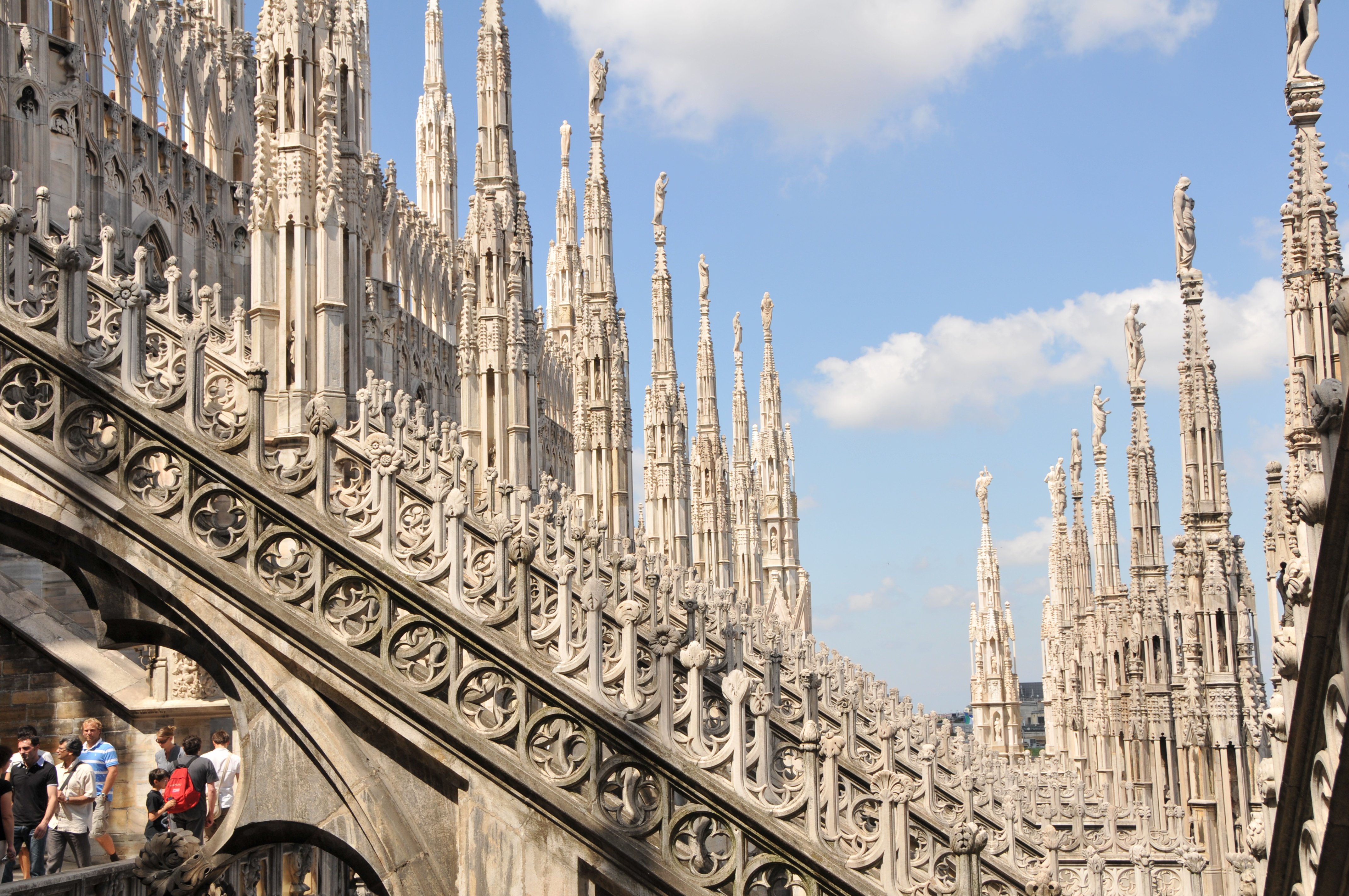
Fialen
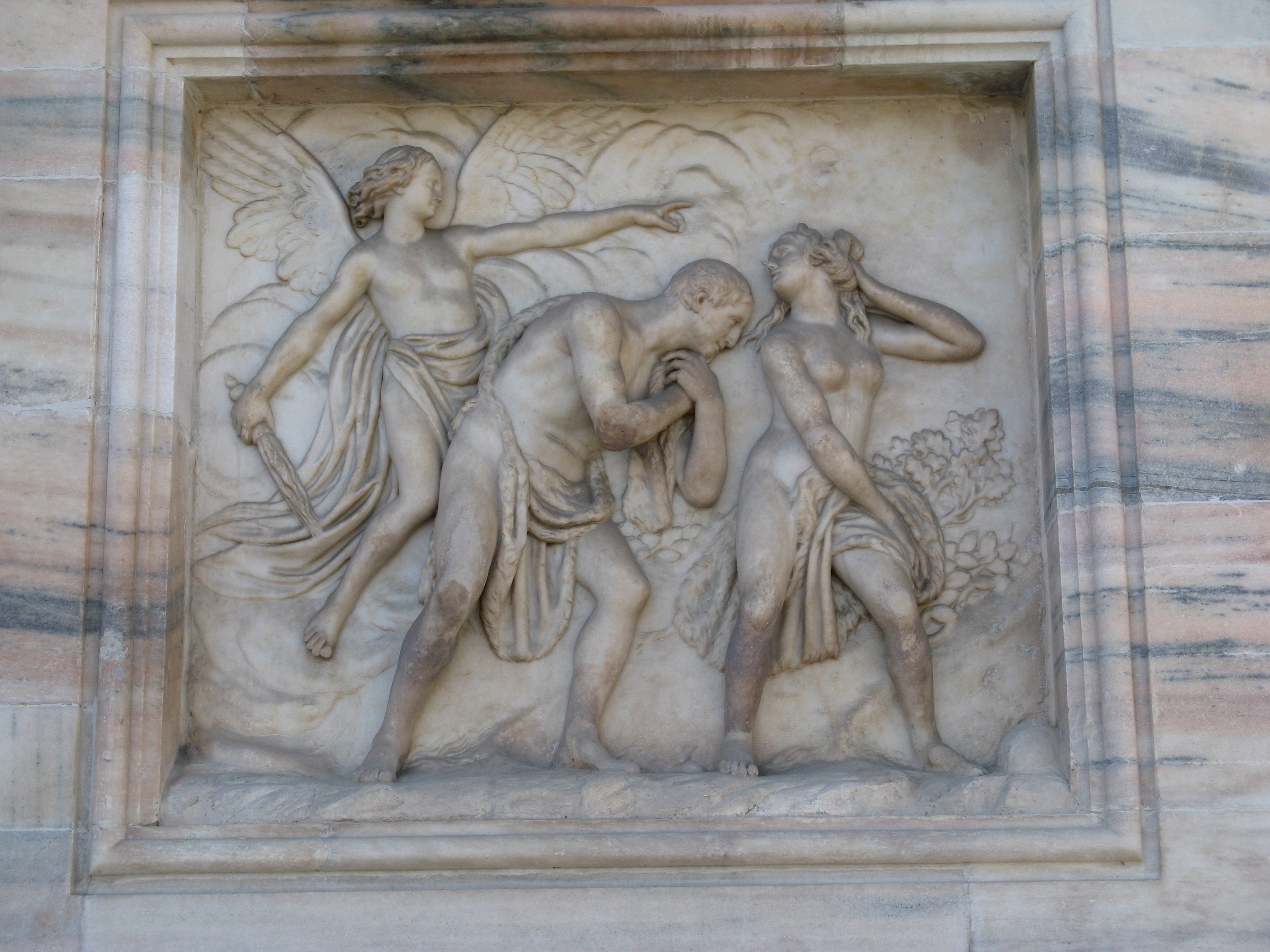
Relief Adams und Evas Vertreibung aus dem Paradies
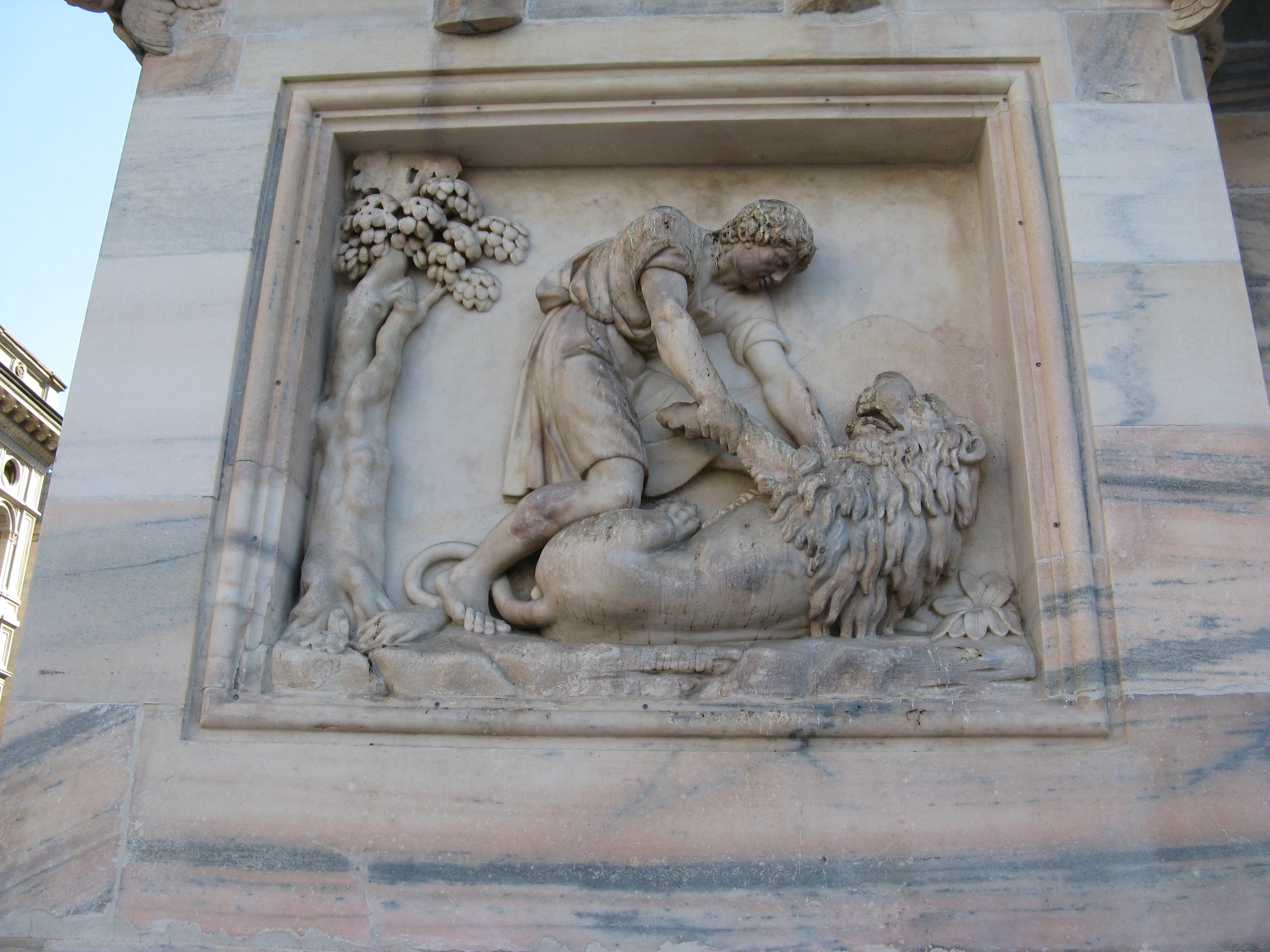
Simsons Kampf mit dem Löwen

#### Dach

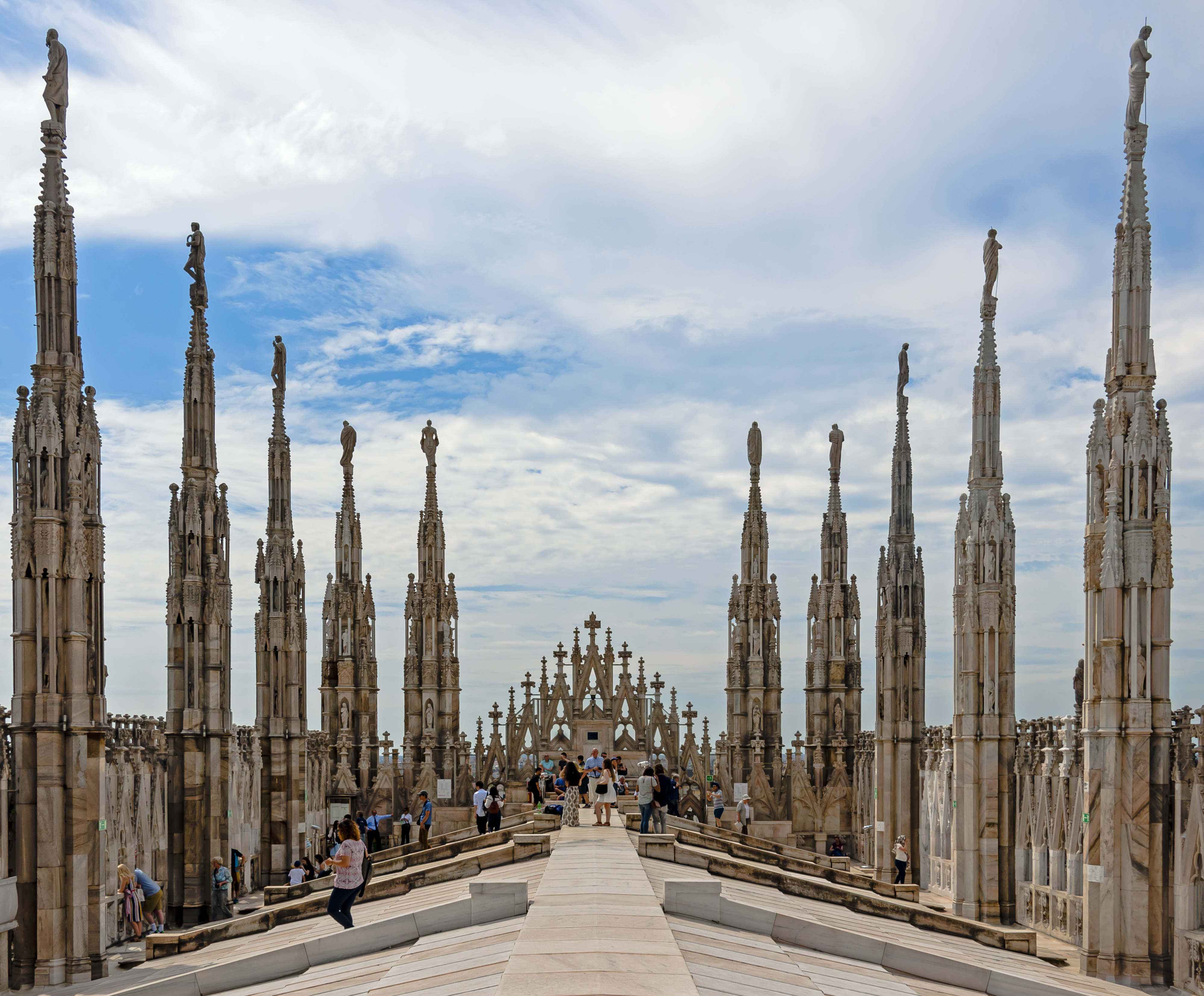
Blick über das Dach Richtung Westen

Eine Besonderheit ist das für Touristen kostenpflichtig begehbare Dach. Es ist wahlweise über eine Treppe oder einen Aufzug erreichbar. Von dort aus bietet sich ein Ausblick auf die Details der Steinmetzkunst des Domes. Des Weiteren kann man das Panorama der gesamten Stadt sowie an klaren Tagen bis zu den Alpen sehen.

#### Vierungsturm

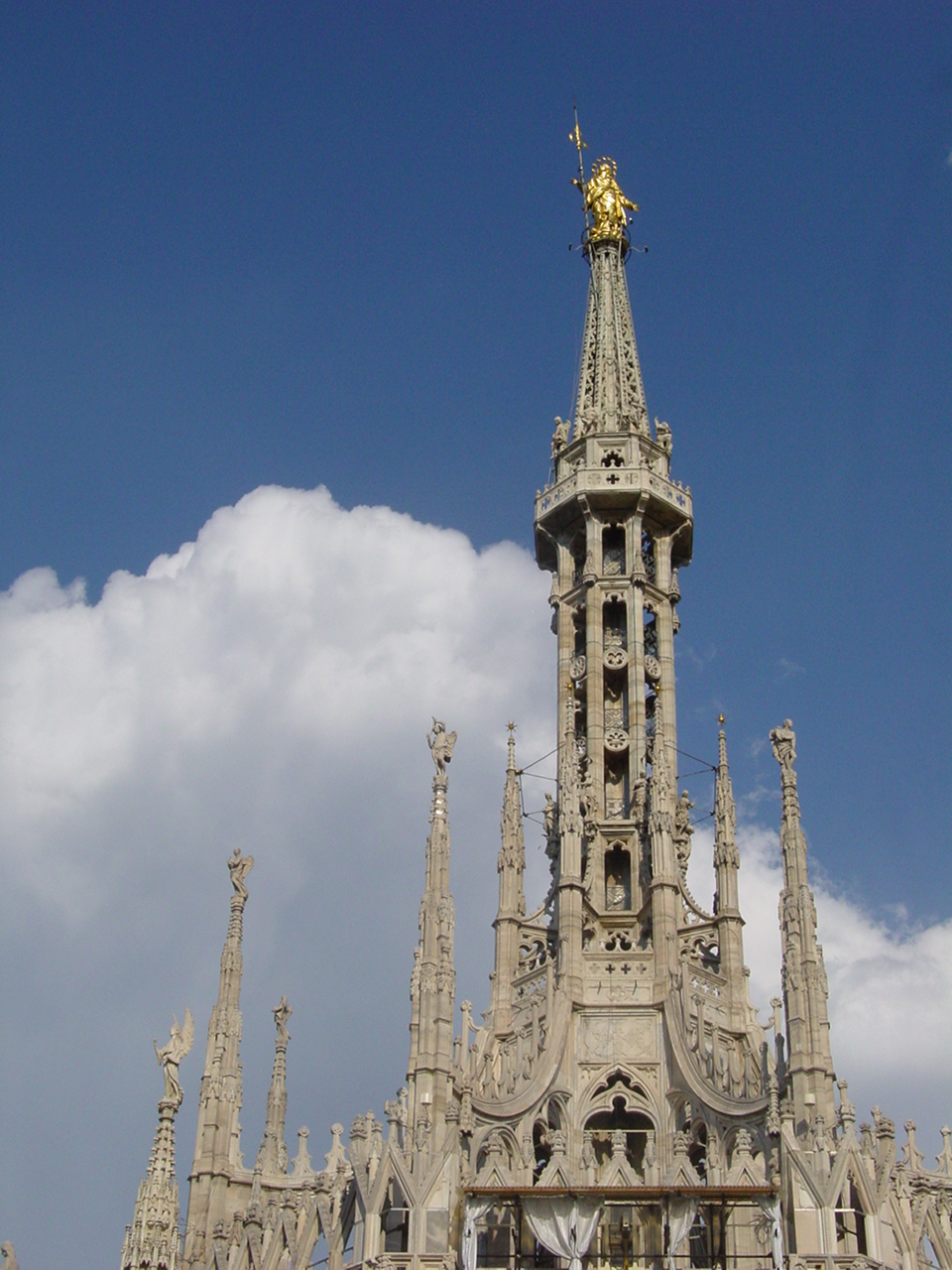
Vierungsturm

Der achteckige Vierungsturm von Amadeo wurde im 15. und 16. Jahrhundert errichtet. Auf der zentralen Turmspitze prangt eine weithin sichtbare vergoldete Statue der in den Himmel auffahrenden Muttergottes, im Volksmund La Madonnina genannt (in der inoffiziellen Mailänder Stadthymne O mia bela Madunina besungen). Diese wurde nach einem Modell von Giuseppe Perego aus Kupferblech modelliert, nach dem Vorschlag von Anton Raphael Mengs vergoldet und 1774 aufgesetzt.

#### Portale

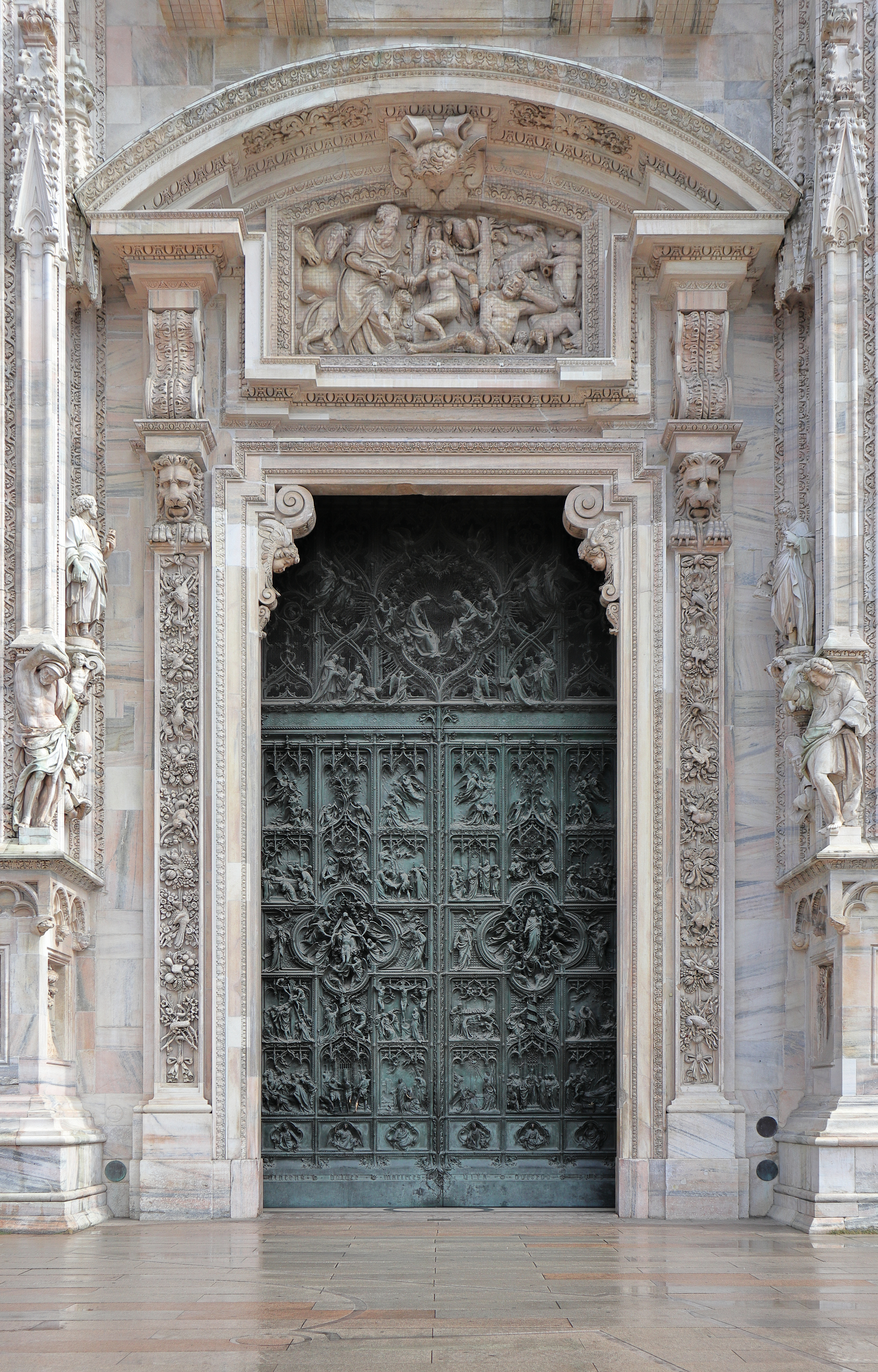
Hauptportal

Fünf Portale an der Fassade führen ins Innere. Die Bronzetüren des Hauptportals von Lodovico Pogliaghi zeigt die Sieben Freuden Mariae gegenüber einer Verbildlichung ihrer Sieben Schmerzen. In den virtuos modellierten Reliefs verbinden sich Elemente der Neugotik mit solchen des Jugendstils.
Das äußerste nördliche Seitenportal von 1948 widmet sich dem Frieden des Christentums; die großen Tafeln des Edikts von Mailand im Zentrum werden von Szenen zur Verfolgung und Befreiung der Christen begleitet. Die Flügel der nächsten Tür von 1950 widmen sich dem Leben des heiligen Ambrosius’. Rechts vom Hauptportal geht es weiter mit Schilderungen mittelalterlicher Kämpfe Mailands gegen das Heilige Römische Reich und die Holztür ganz rechts von 1965 schildert die Domgeschichte in der Ära des Karl Borromäus.

### Inneres und Ausstattung

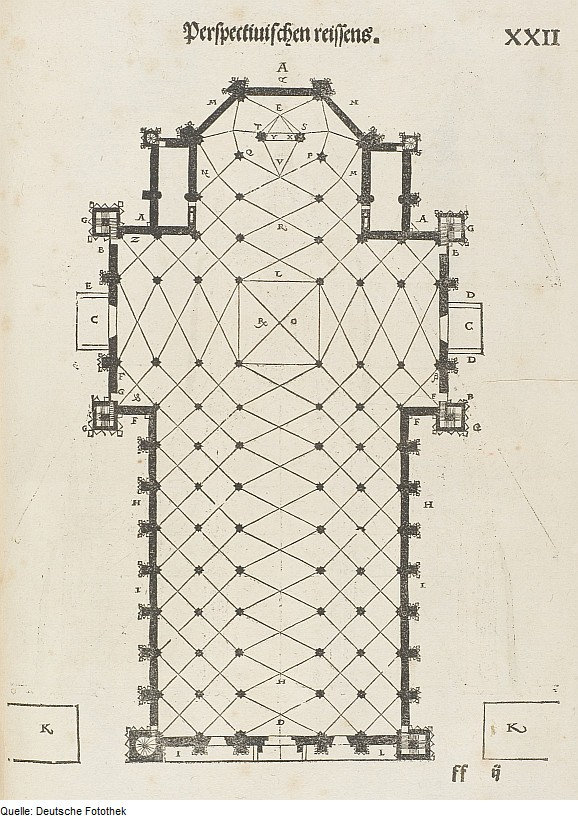
Grundriss und Gewölbeplan (ohne Gurtrippen)

Der ganz regelmäßige Grundriss hat die Form eines lateinischen Kreuzes. Die Grundmaße der fünf Schiffe des Langhauses, des dreischiffigen Querhauses und des von Sakristeien flankierten Umgangschors nach französischem Vorbild folgen festen Maßverhältnissen: Mittelschiff und Vierung sind doppelt so breit wie jedes der quadratischen Seitenschiffe.
Der Aufriss, obwohl basilikal, zeigt eine für die lombardische Baukunst typische, nur geringe Höhenstaffelung, ist dadurch spärlich belichtet und wirkt gedrungen.
Die Gewölbe werden von 52 Bündelpfeilern getragen, deren eigentümliche, bis zu sechs Meter hohe Kapitelle mit Nischen gekrönt werden, in denen Heiligenfiguren stehen und teilweise wiederum mit Prophetengestalten auf den Baldachinen abgeschlossen werden.
Der Fußboden des Domes wurde ab 1585 in der heutigen Form aus weiß-rot-schwarzen Platten gelegt und erst Mitte des 20. Jahrhunderts fertiggestellt. Er besteht aus Marmor und anderem Stein, die als farbige Inkrustationen verlegt sind.

#### Mittelportal
Das Mittelportal wird an der Innenfassade von frühbarocker Architekturgliedern umgeben, und durch spätklassizistische Statuen von 1837 der Heiligen Ambrosius und Carlo flankiert. Ein Gedenkstein erinnert an die Domweihen von 1418 und 1577.
Eine enge Treppe führt zu den archäologischen Ausgrabungen (Reste der Vorgängerbauten) und zum ehemaligen Baptisterium, in dem auch der heilige Augustinus, sein Sohn Adeodatus und Alypius Ostern 387 von Bischof Ambrosius getauft wurden.

#### Linkes Seitenschiff
Hier befinden sich Altäre aus dem 16. bis 19. Jahrhundert mit bedeutenden Kunstschätzen, wie Marmorplatten aus dem 12. Jahrhundert mit Apostelfiguren und jenes Holzkreuz, das 1576 von Karl Borromäus während der Pest bei der Prozession getragen wurde. Weiters wurde die Taufkapelle mit einer römischen Wanne, die ursprünglich im Mittelschiff stand, im 17. Jahrhundert hierher verlegt.

#### Rechtes Seitenschiff

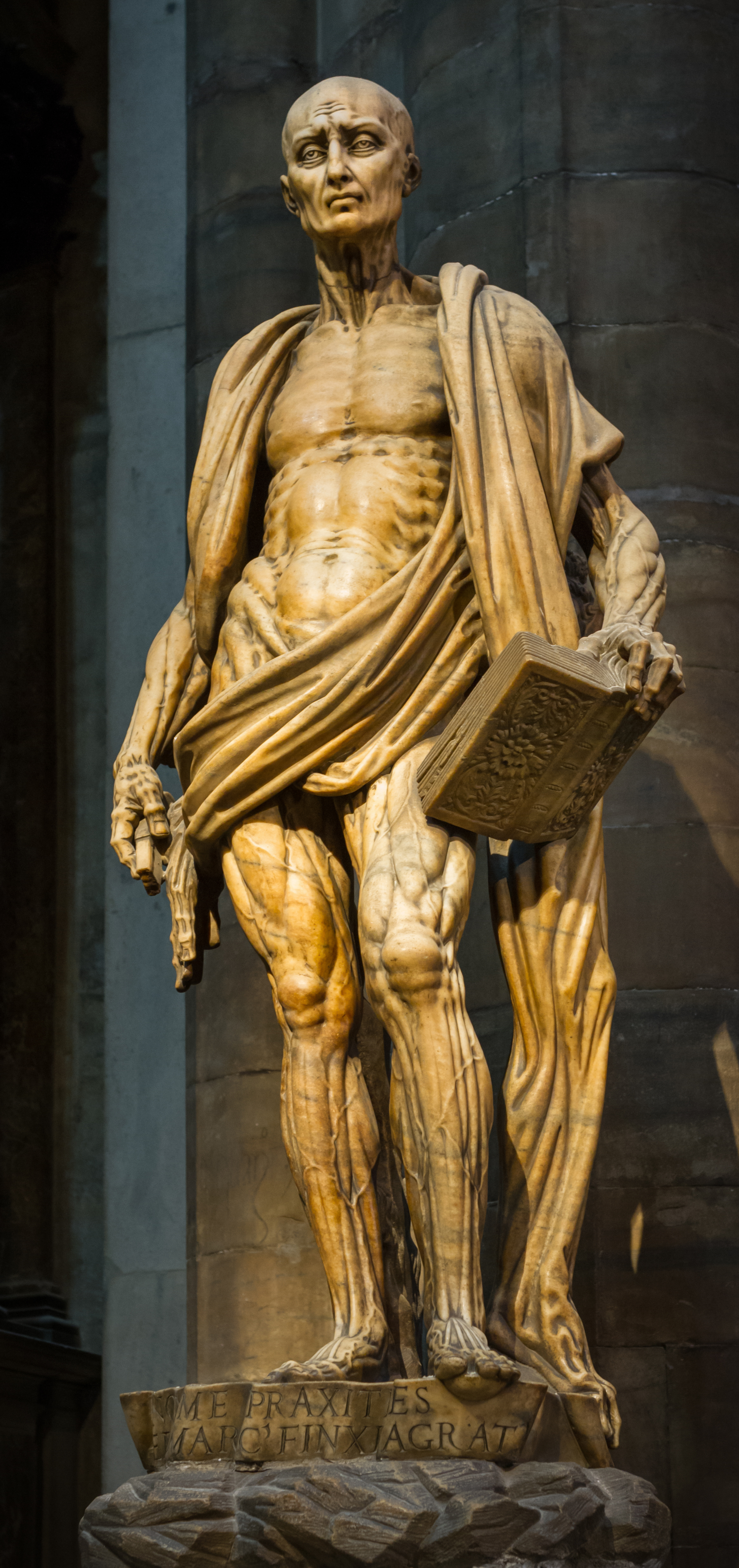
Statue des gehäuteten Heiligen Bartholomäus aus dem Jahr 1562.

Neben Altären aus dem 14. und 15. Jahrhundert sind viele Sarkophage von Heiligen und Stiftern aufbewahrt. Die Fenster wurden von flämischen, lombardischen und rheinischen Künstlern im 15. Jahrhundert hergestellt.

#### Querhaus
Das rechte Transept mit dem Grabmal Gian Giacomo Medici, genannt Il Meneghino, ist wie das linke mit schönen Statuen ausgestattet und verziert, unter anderem mit der Statue des gehäuteten heiligen Bartholomäus von Marco d’Agrate aus dem Jahr 1562.
Das linke Querhaus beherbergt den Trivulzio-Kandelaber. Der fünf Meter hohe, siebenarmige Leuchter ist ein Meisterwerk frühgotischer Bronzegießer aus dem Rheinland, dem Maasgebiet oder Lothringen, er wurde früher dem Nikolaus von Verdun zugeschrieben und stammt jedenfalls aus den Jahrzehnten um 1200. Er zeigt biblische und profane Szenen.

#### Chor

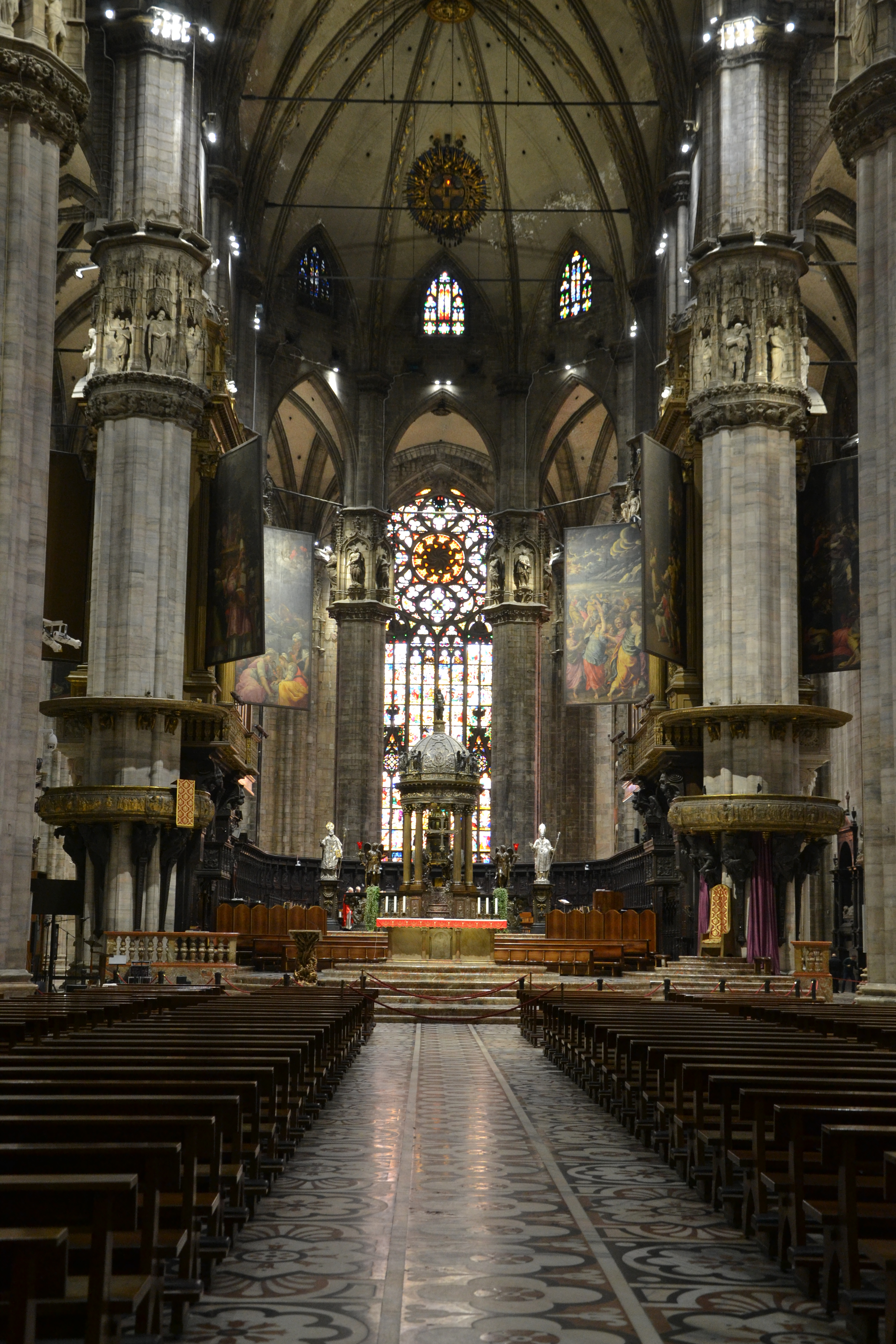
Chor des Mailänder Doms

Pellegrini errichtete in der zweiten Hälfte des 16. Jahrhunderts das Presbyterium, dessen hölzerne Chorschranken den Hochaltar umgeben, der unter einem Ziborium in Form eines Rundtempels einen von vier 1590 von Francesco Brambilla geschaffenen Bronzeengeln getragenen Tabernakel enthält. Die Kuppel wird von einer Statue des triumphierenden Christus bekrönt.

Nur in der Osterzeit wird der figurengeschmückte, tropfenförmige Osterleuchter von 1439 über dem Altar aufgehängt. Einmal im Jahr nur, an jedem 3. Mai wird ein Heiliger Kreuznagel in seinem kreuzförmigen Reliquiar von seinem gewöhnlichen, durch ein rotes Lämpchen gekennzeichneten Ort im Deckengewölbe herabgelassen und ausgestellt. Die Reliefs aus dem 17. Jahrhundert an der rückwärtigen Chorwand außen stellen Szenen aus dem Marienleben dar.

#### Krypta

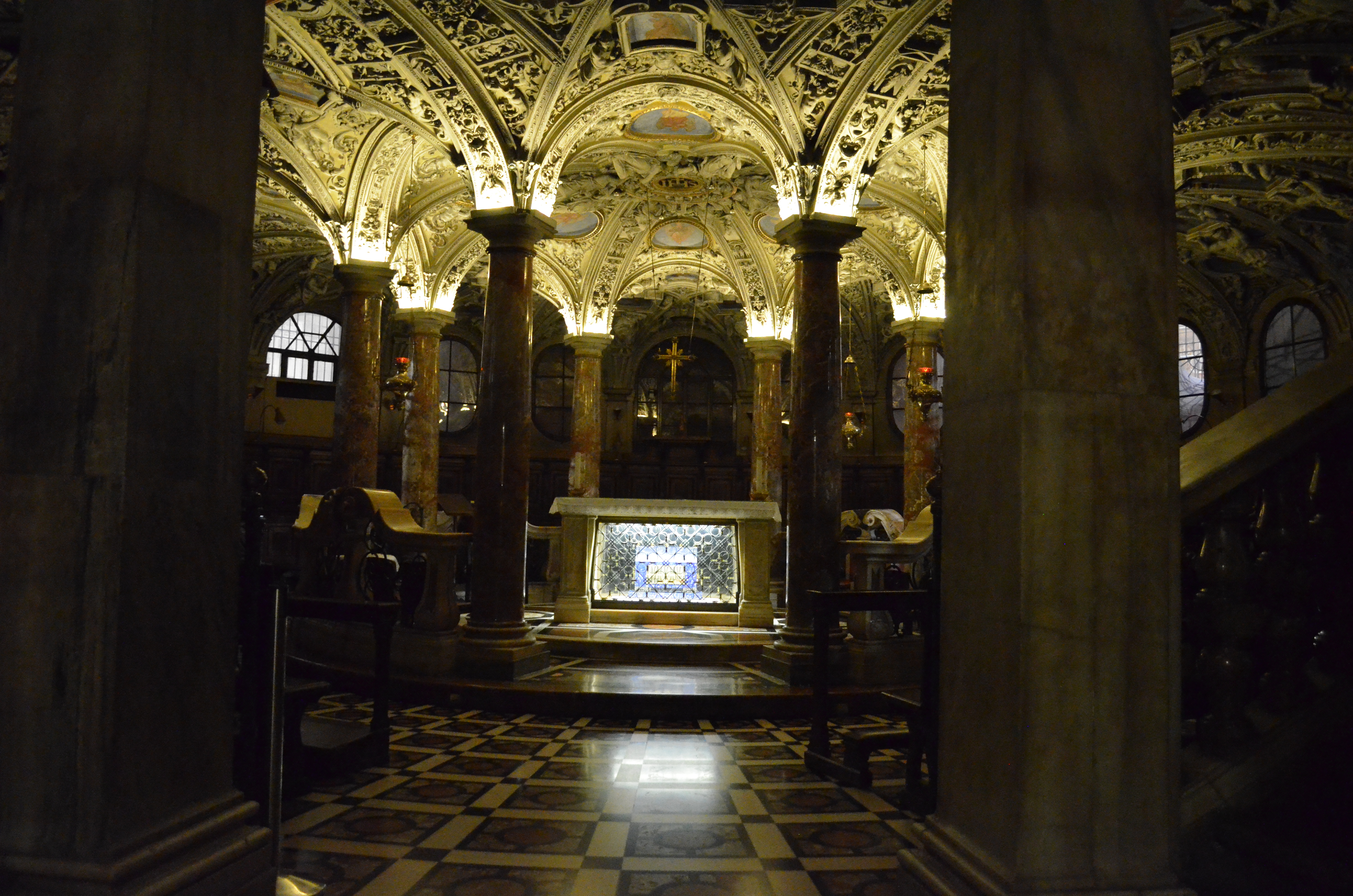
Krypta

Von Pellegrini stammt aus dem Jahr 1606 die kreisförmige Krypta, die direkt unter dem Hochaltar liegt und von der südlichen Rückwand des Chors aus zugänglich ist. Von hier aus gelangt man zur Scurolo di San Carlo, einer achteckigen Kapelle von 1606, die in einer Kristallurne die sterblichen Reste des heiligen Karl Borromäus enthält.
Die Auskleidung mit silbernen Reliefs zum Leben des Heiligen stammt von Mailänder Goldschmieden des 19. Jahrhunderts.

#### Sakristeien
Die beiden Sakristeien liegen beiderseits des Chorraumes und stammen baulich aus dem 14. Jahrhundert. Südsakristei: Portalbekrönung des deutschen Bildhauers Hans von Fernach von 1391, Lavabo von 1396, Christus an der Martersäule, Skulptur von Christophoro Solari. Nordsakristei: Portal von 1396, Marmorfußboden von 1407, Deckenfresken um 1600.

### Glasfenster

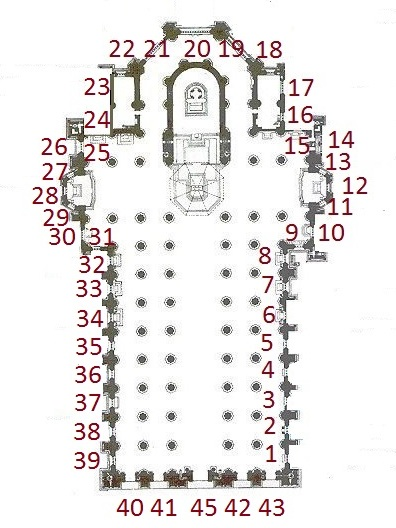
Übersicht zu den Glasmalereien

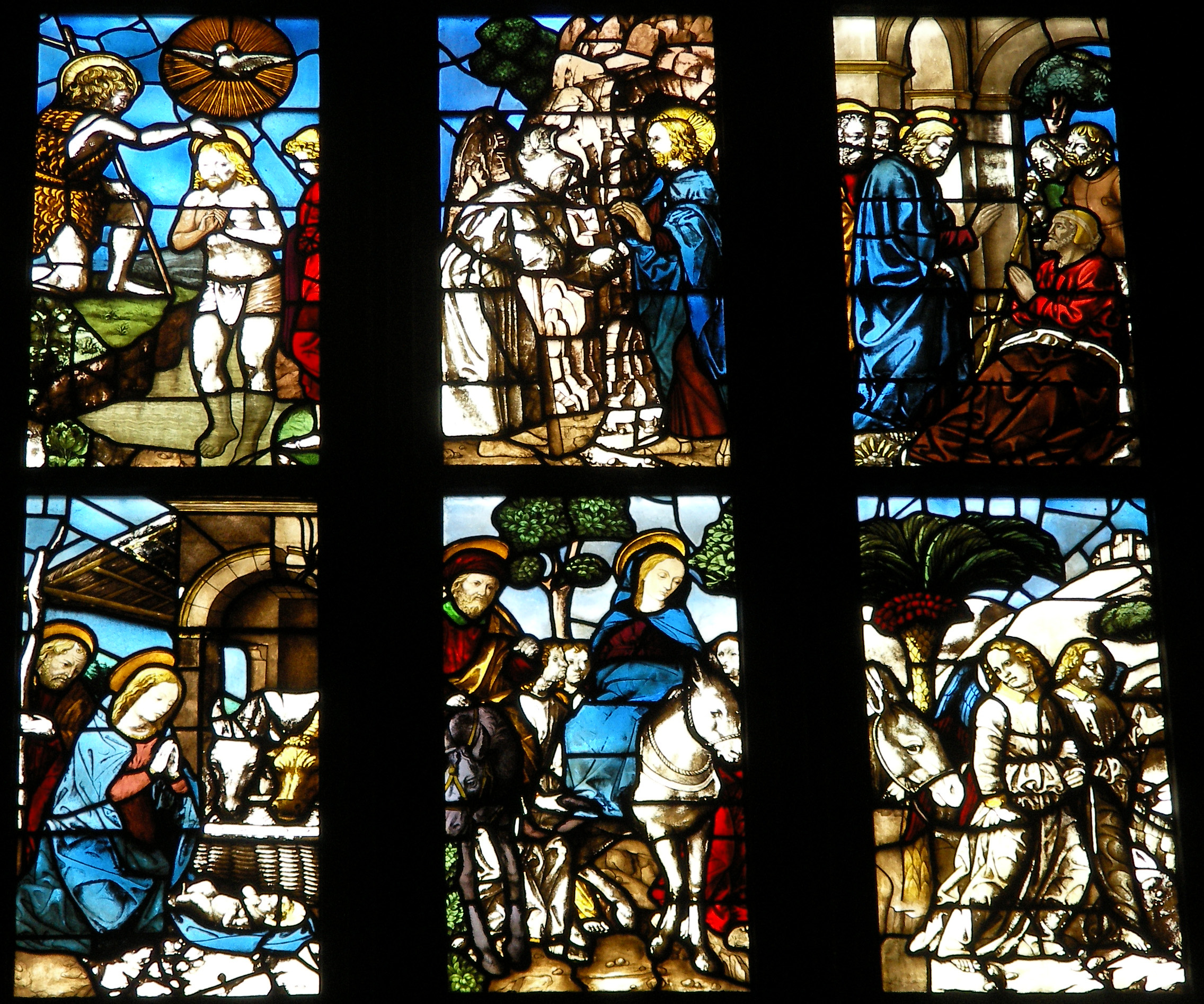
Detail des noch gut erhaltenen fünften Glasfensters im rechten Seitenschiff

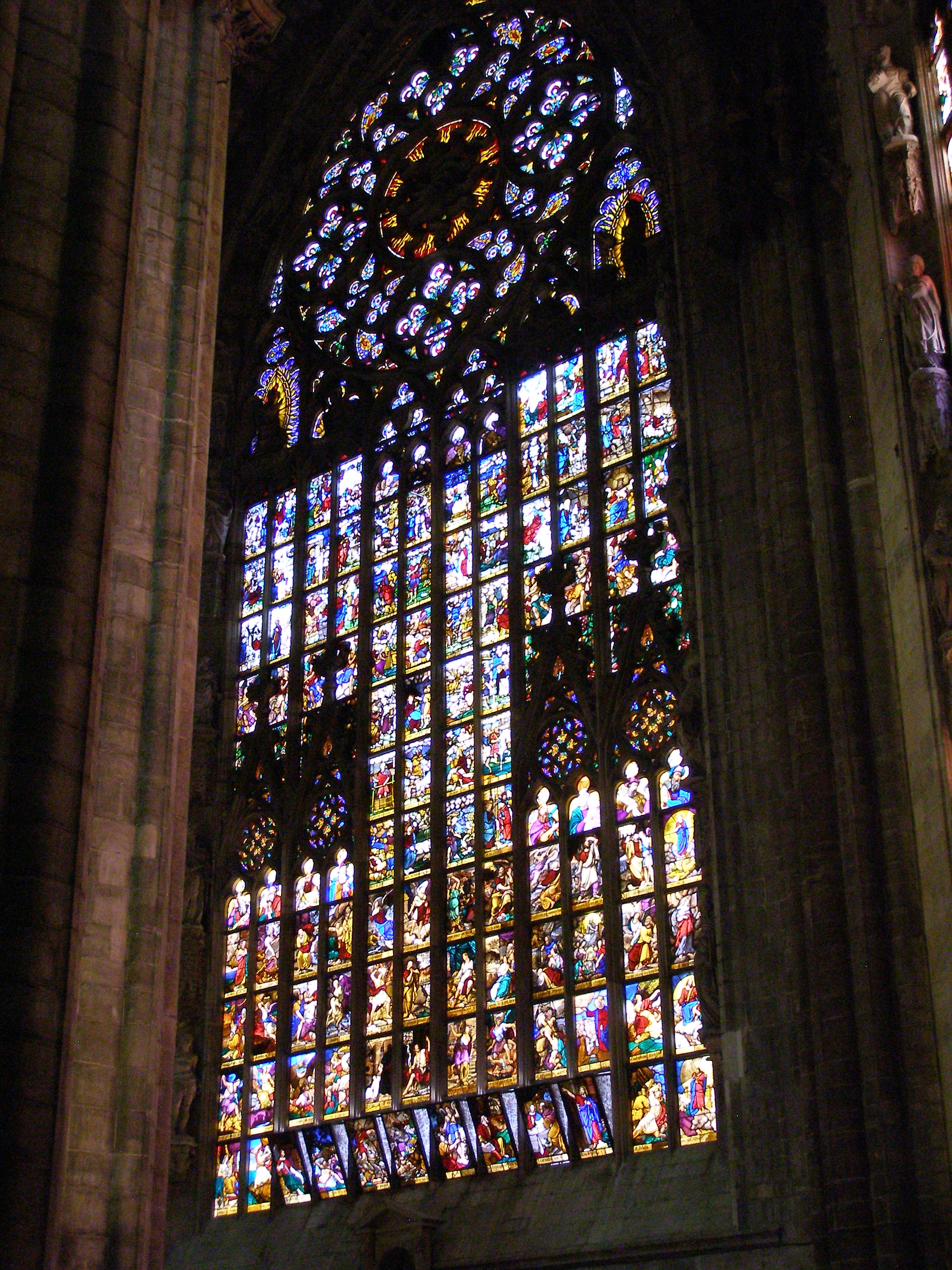
Glasfenster in der Apsis

In unterschiedlich gutem Erhaltungs- und Ergänzungszustand, aber teilweise bereits im 14. Jahrhundert entstanden, zeigen sich die großformatigen, für Italien so ungewöhnlichen Glasfenster.

#### Südseite
- 1: Geschichte des Johannes Ev., 1473–1478
- 2: Biblische Szenen aus dem Alten Testament, ehemals in der Apsis, 15. Jh.
- 3: Kain, Jakob und Moses, 1. Hälfte 16. Jh.
- 4: oben: Samson-Geschichte, um 1450
- 5: Szenen aus dem Alten und Neuen Testament, 15. Jh. (z. T. stark restauriert)
- 6: Hll. Eligius (unten) und Johannes Ev. (oben), 16. Jh.
- 8: Hll. Agnes und Thekla, um 1860
- 9: Hll. Hll. Gervasius und Protasius, 1844; Apostel Jacobus d. Ä., 1565
- 10: Hl. Jacobus maior, 1548
- 11–13: Hl. Giovanni Bono, 1842
- 14: Hl. Katharina von Alexandrien, 1438–1450 (nicht „1556“!)
- 15: Hl. Martin, 17. Jh.

#### Chor
- 19: Neues Testament, nach 1416, ergänzt
- 20: Apokalypse, nach 1402
- 21: Altes Testament, nach Entwürfen von 1380 (?)

#### Nordseite
- 25: Hl. Johannes von Damaskus, 1492 (mit sechs Medaillons darüber und daneben, u. a. Avicenna darstellend[8]).[9]
- 26: Hl. Karl Borromäus, 1910
- 27–29: Marienleben, 1840–1843
- 30: Hl. Katharina von Siena, 1562
- 31. Die Apostel, 1567
- 32: Hl. Ambrosius, 19. Jh.
- 33: Biblische Stenen, 15. Jahrhundert
- 34: Auffindung des Hl. Kreuzes, 1461 und 1571
- 35: Marienthemen, 1566
- 36: Die vier Gekrönten, um 1560–70
- 37: Erzengel Michael, 1939
- 38: Restaurierte Fragmente des 15. Jhdts.
- 39: König David, 1939

#### Innenfassade
- 40: Hl. Thekla unter den Löwen, Mitte 19. Jh.
- 41: unten: Hl. Ambrosius weist den Bischofsmantel zurück, Mitte 19. Jh., oben: Synagoga, 1955
- 42: unten: Hl. Karl Borromäus, Mitte 19. Jh.; oben: Allegorie der Kirche, 1955
- 43: Erzengel Michael, Mitte 19. Jh.
- 45: unten: Mariae Himmelfahrt, Mitte 19. Jh.; oben: Dreifaltigkeit, 1955

### Domschatz
Der Domschatz beherbergt Schätze beträchtlichen Wertes, unter anderem auch eine Silberkapsel, die Ambrosius von Mailand vom Papst im 4. Jahrhundert erhielt.

Grande Museo del Duomo di Milano
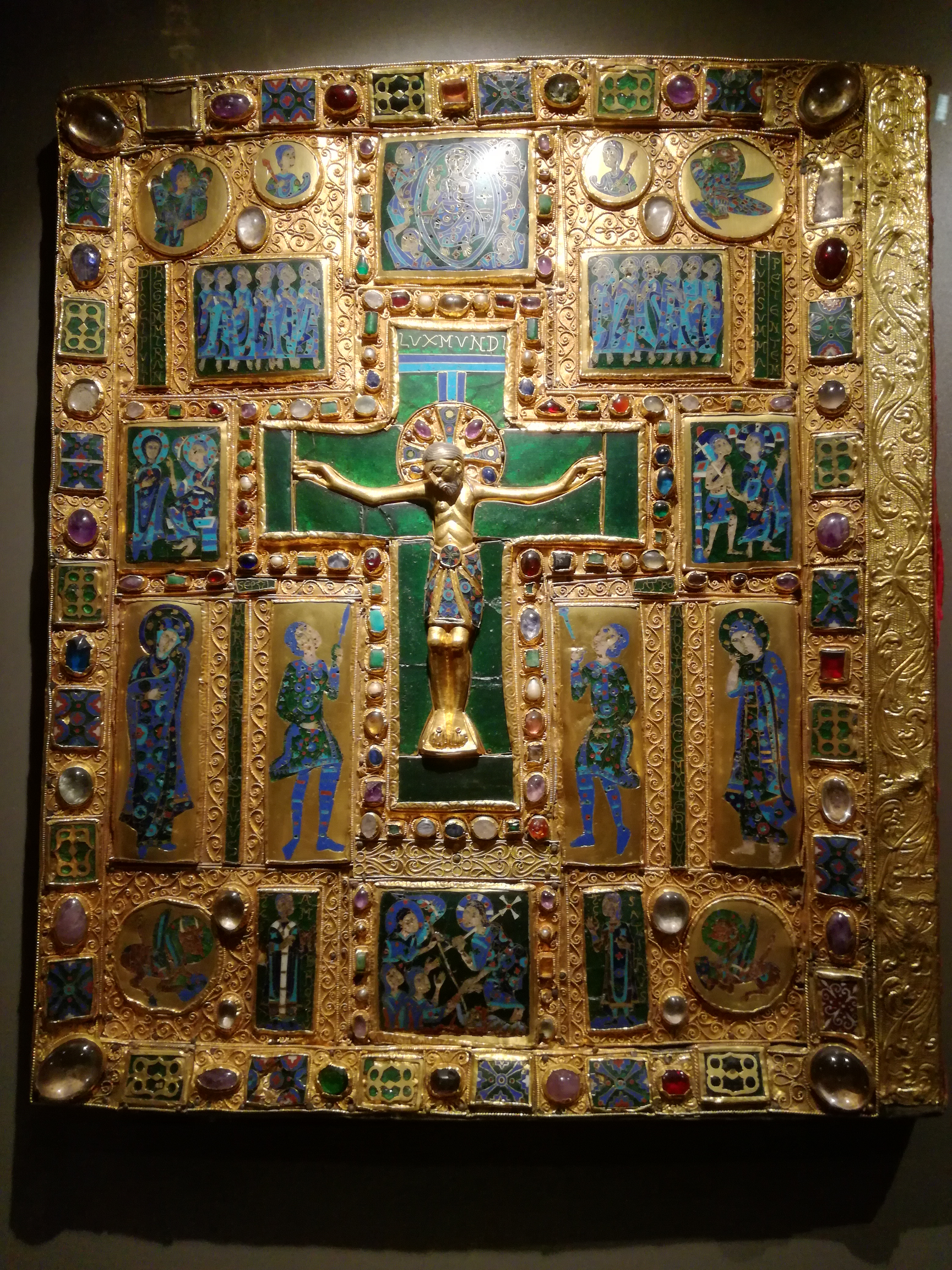
Evangeliario di Ariberto
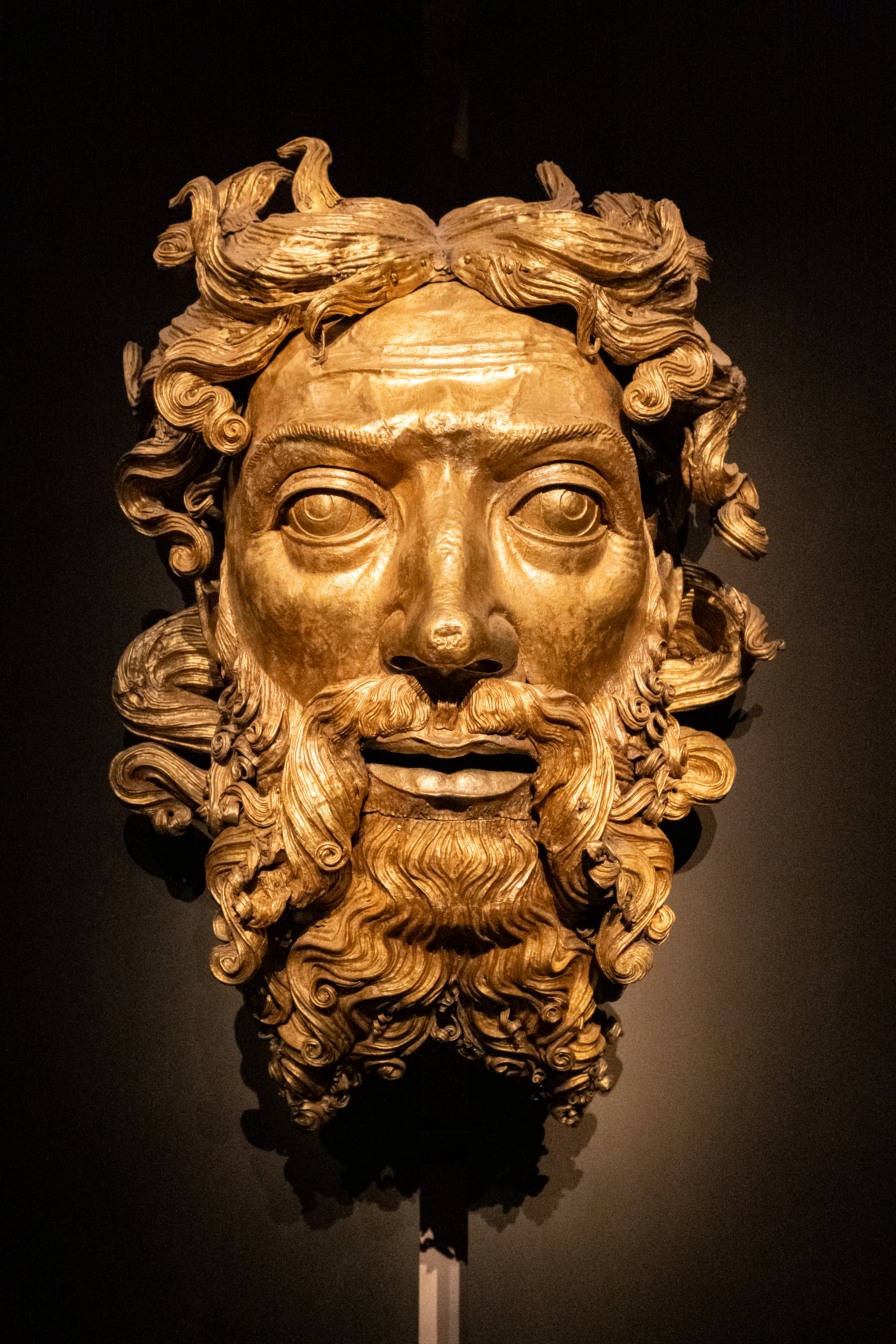
Gott, der Vater, Beltramino de Zutti, 1416–1425
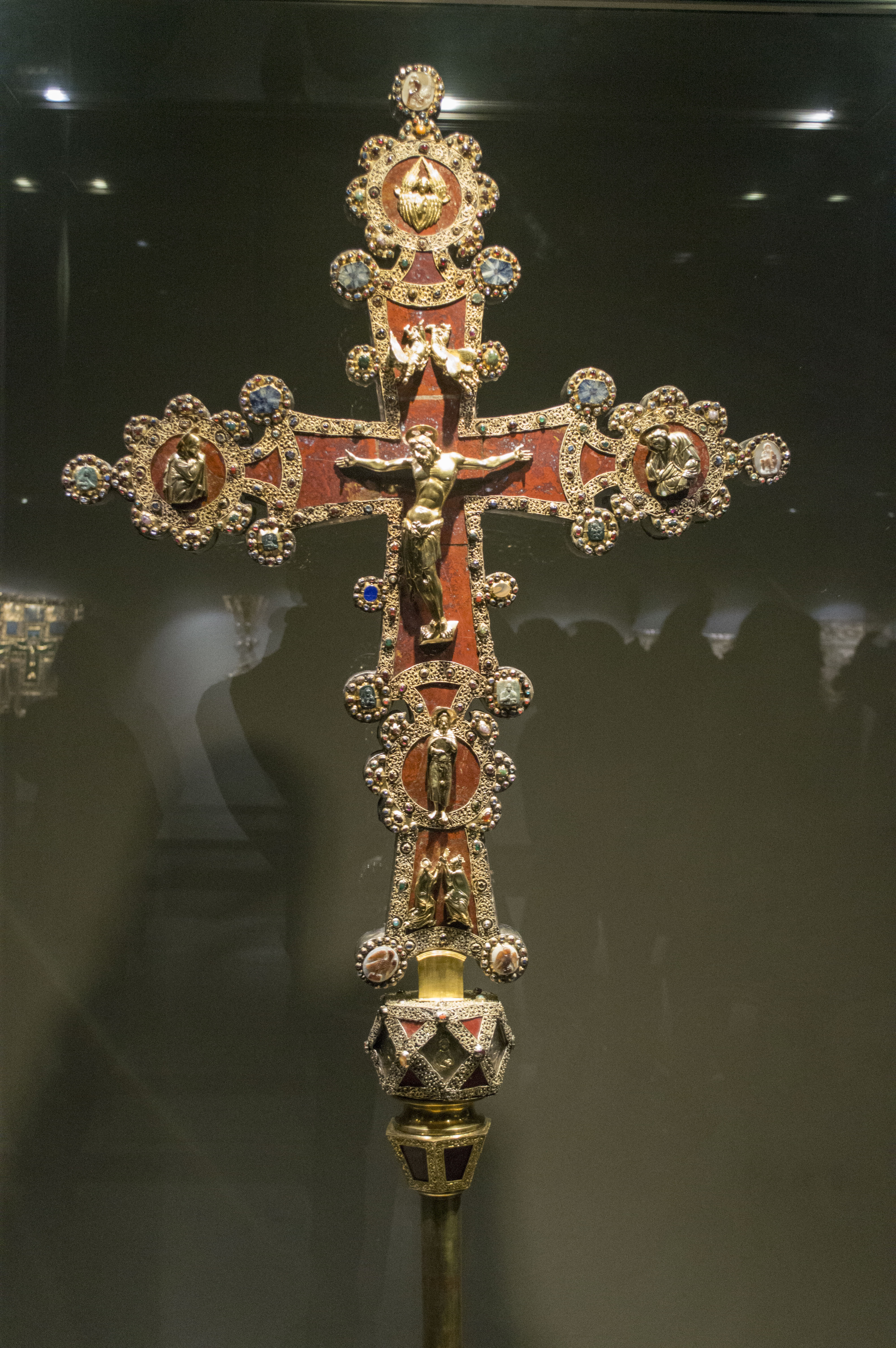
Croce di Chiaravalle des Ottone Visconti

### Meridianlinie und Jahres-Sonnenkalender
Im Dom von Mailand ist eine horizontale Meridianlinie aus Messing in den Boden eingelassen, die genau in Richtung des örtlichen Meridians verläuft. Durch ein kleines Loch im Gewölbe fällt das Licht der Sonne auf diese Linie und bildet einen kleinen Lichtfleck auf dem Boden. Da sich der Sonnenhöchststand und der wahre Mittag im Laufe des Jahres verändert, wandert der Kreis jahreszeitlich auf der Linie und der Zeitpunkt des Sonnenhöchststandes hängt vom Datum ab: zum Beispiel liegt der Kreis am 22. Juli um 13:30 Uhr auf der Meridianlinie und am 10. November um 12:07 Uhr Ortszeit.

## Maße und Zahlen
- Länge des Außenbaus: 158 m
- Breite (über Querschiff): 93 m
- Höhe des Mittelschiffs: 46,80 m
- Höhe außen bis zum Kopf der Madonna: 108,5 m
- Breite der Fassade: 61,5 m
- Höhe der Fassade: 56 m
- Gesamtfläche: 12.000 m²
- Fläche Inneres: 8000 m²
- etwa 3500 Skulpturen
- zum Dach führen 158 Stufen[12]
- Das Fassungsvermögen des Doms wird mit 35.000 Personen[13] angegeben.

## Orgeln

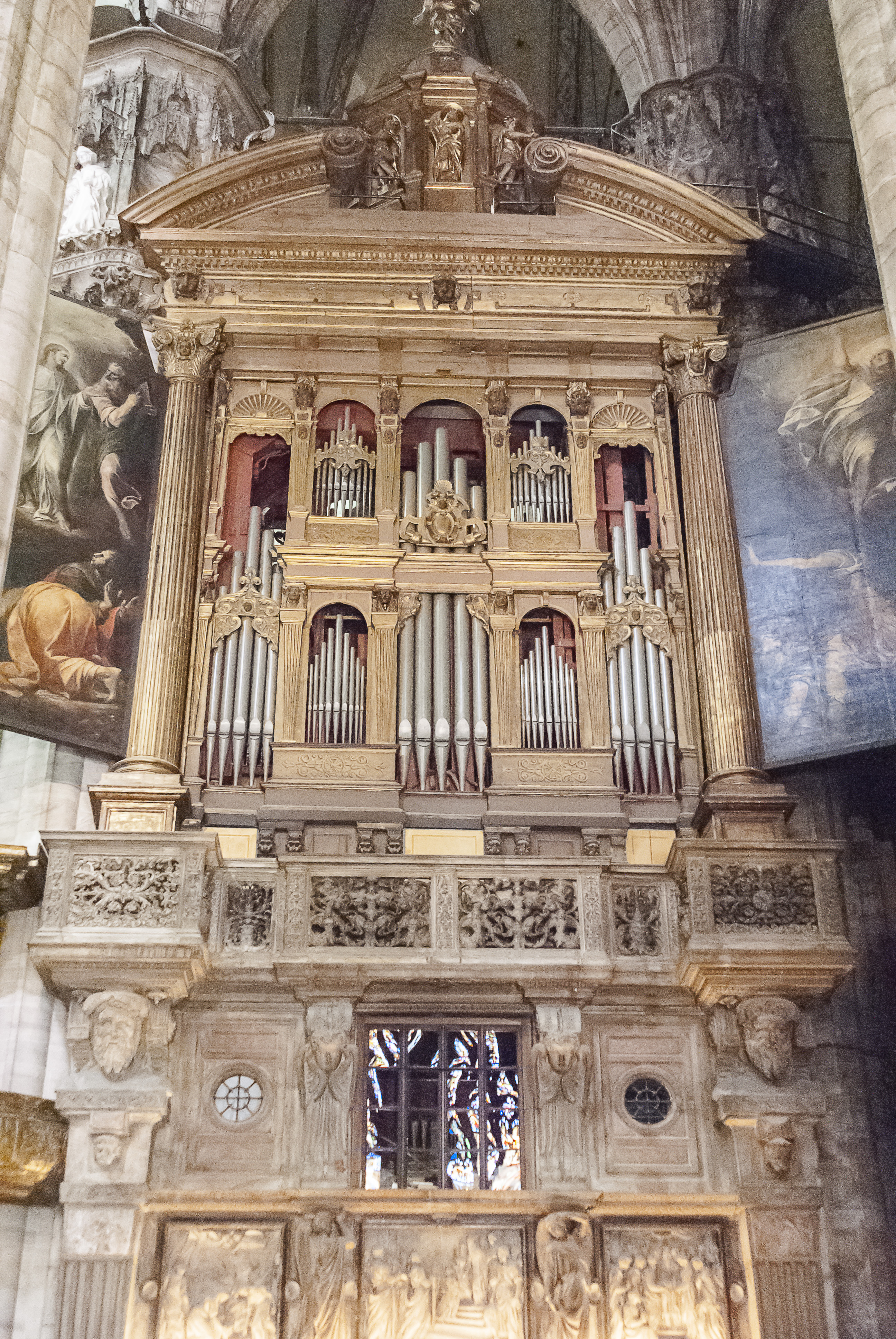
Prospekt der Südorgel

Die erste Orgel des Mailänder Doms wurde 1395 in Auftrag gegeben und 1397 aufgestellt. In den Jahren 1533 bis 1577 wurde die Nordorgel erbaut, mit zwölf Registern auf einem Manual mit 50 Tasten. 1583 wurde der Bau der Südorgel in Auftrag gegeben, die 1590 fertiggestellt wurde und das ältere Instrument aus dem Jahr 1397 ersetzte. Bemerkenswert sind die Malereien auf dem Gehäuse der Südorgel. Sie zeigen u. a. Szenen aus dem Alten und Neuen Testament.
Diese beiden Instrumente wurden im Laufe der Zeit immer wieder erweitert, umgebaut und schließlich in den Jahren 1985 bis 1986 durch die Orgelbaufirma Tamburini völlig neu konzeptioniert. Die gesamte Orgelanlage besteht aus mehreren Teilorgeln, die von einem gemeinsamen Spieltisch aus angespielt werden können. Sie hat heute 169 klingende Register zuzüglich 17 Transmissionen und Extensionen mit 15800 Pfeifen auf fünf Manualwerken und entsprechend zugeordneten eigenständigen Pedalwerken und ist damit eine der größten Orgeln der Welt. Die Trakturen sind elektrisch. Das Instrument hat folgende Disposition:
| I Positivo         |         |
| Principale violone | 16′     |
| Bordone            | 16′     |
| Principale I       | 08′     |
| Principale II      | 08′     |
| Flauto a camino    | 08′     |
| Flauto conico      | 08′     |
| Viola da gamba     | 08′     |
| Salicionale        | 08′     |
| Unda maris         | 08′     |
| Gemshorn           | 08′     |
| Ottava             | 04′     |
| Flauto doppio      | 04′     |
| Fugara             | 04′     |
| XII                | 02 ⁄3′  |
| Nasardo            | 02 ⁄3′  |
| XV-XIX             | 02′     |
| Flagioletto        | 02′     |
| Terza di Nasardo   | 01 3⁄5′ |
| Piccolo            | 01′     |
| Ripieno V          |         |
| Ripieno VI         |         |
| Corno di bassetto  | 16′     |
| Corno inglese      | 08′     |
| Tuba mirabilis     | 08′     |
| Tromba armonica    | 08′     |
| Chiarina           | 04′     |
| Tremolo            |         |

| II Grande Organo (Nord) |        |
| Principale              | 32′    |
| Principale I            | 16′    |
| Principale major        | 08′    |
| Principale diapason     | 08′    |
| Bordone                 | 08′    |
| Ottava forte            | 04′    |
| Flauto in ottava        | 04′    |
| XII                     | 02 ⁄3′ |
| XV                      | 02′    |
| Flauto in XV            | 02′    |
| XIX                     | 01 ⁄3′ |
| Ripieno X               |        |
| Cornetto IV             |        |
| Tuba forte sonorità     |        |
| Tuba major              | 08′    |
| Clarinetto              | 08′    |
| Tromba armonica         | 08′    |
| Trombina                | 04′    |

| II Grande Organo (Süd) |         |
| Principale II          | 16′     |
| Principale violone     | 16′     |
| Principale forte       | 08′     |
| Flauto aperto          | 08′     |
| Viola armonica         | 08′     |
| Viola umana            | 08′     |
| Ottava                 | 04′     |
| Flauto ottaviante      | 04′     |
| XII                    | 02 ⁄3′  |
| XV                     | 02′     |
| XIX – XXII             |         |
| Flauto in XVII         | 01 3⁄5′ |
| Ripieno X              |         |
| Tromba                 | 16′     |
| Tromba                 | 08′     |

| III Recitativo espressivo |        |
| Principale armonico       | 16′    |
| Controgamba               | 16′    |
| Principale                | 08′    |
| Principale diapason       | 08′    |
| Bordone                   | 08′    |
| Eufonio                   | 08′    |
| Flauto celeste            | 08′    |
| Viola d’orchestra         | 08′    |
| Ottava                    | 04′    |
| Flauto in selva           | 04′    |
| Flauto ottaviante         | 04′    |
| Fonino                    | 04′    |
| Salicet                   | 04′    |
| Flauto in XII             | 02 ⁄3′ |
| XV                        | 02′    |
| Flautino                  | 02′    |
| Larigot                   | 01 ⁄3′ |
| Concerto violini IV       |        |
| Gran concerto viole       |        |
| Mixtur III                |        |
| Scharf III                |        |
| Zimbel II                 |        |
| Controtuba                | 16′    |
| Tromba di corno           | 08′    |
| Tuba                      | 08′    |
| Oboe                      | 08′    |
| Cornamusa                 | 08′    |
| Tuba                      | 04′    |
| Corale angelica II        |        |
| Tremolo                   |        |

| III Organo corale |    |
| Principale        | 8′ |
| Bordone           | 8′ |
| Violoncello       | 8′ |
| Flauto a camino   | 8′ |
| Ottava            | 4′ |
| Principalino      | 4′ |
| XV                | 2′ |
| Ottava            | 2′ |
| Ripieno IV        |    |
| Cimbalino II      |    |

| IV Solo             |         |
| Principale          | 16′     |
| Quintante           | 16′     |
| Principale stentor  | 08′     |
| Flauto a camino     | 08′     |
| Gamba serafona      | 08′     |
| Armonica            | 08′     |
| Flauto solista      | 08′     |
| Viola celeste       | 08′     |
| Flauto in quinta    | 05 1⁄3′ |
| Coro d’archi        | 05′     |
| Principalino        | 04′     |
| Flauto ottaviante   | 04′     |
| Tibia major         | 04′     |
| Fugara              | 04′     |
| Grosse tierce       | 03 1⁄5′ |
| Squillante          | 02′     |
| Sexquialtera II     |         |
| Mixtur VI           |         |
| Corno orchestrale   | 08′     |
| Corno inglese       | 08′     |
| Tuba trionfale      | 08′     |
| Cornetto di fanfara | 05 1⁄3′ |
| Chiarina            | 04′     |
| Tremolo             |         |

| V Eco espressivo    |        |
| Gemshorn            | 16′    |
| Principale aperto   | 08′    |
| Principale conico   | 08′    |
| Voce angelica       | 08′    |
| Corno di notte      | 08′    |
| Viola d’amore       | 08′    |
| Ottava armonica     | 04′    |
| Flauto silvestre    | 04′    |
| Flauto in XII       | 02 ⁄3′ |
| Flautino            | 02′    |
| Concerto violini IV |        |
| Armonia eterea V    |        |
| Corno francese      | 08′    |
| Oboe d’eco          | 08′    |
| Tremolo             |        |

| Pedalwerke     |     |
| I. Manual      |     |
| Principale     | 24′ |
| Contrabbasso   | 16′ |
| Violone        | 16′ |
| Subbasso       | 16′ |
| Basso Armonico | 8′  |
| Ottava         | 4′  |
| Corno Bassetto | 16′ |
| Tromba         | 8′  |
| Clarino        | 2′  |

| Fortsetzung       |     |
| II. Manual (Nord) |     |
| Acustico          | 64′ |
| Principale        | 32′ |
| Principale        | 16′ |
| Subbasso          | 16′ |
| Principale        | 8′  |
| Bordone           | 8′  |
| Ottava            | 4′  |
| Bordoncino        | 4′  |
| Controfagotto     | 16′ |

| Fortsetzung      |         |
| II. Manual (Süd) |         |
| Contrabbasso     | 32′     |
| Contrabbasso     | 16′     |
| Gran Quinta      | 10 2⁄3′ |
| Basso forte      | 8′      |
| Quinta           | 5 1⁄3′  |
| Controbombarda   | 32′     |
| Bombarda         | 16′     |
| Tromba           | 8′      |
| Clarone forte    | 4′      |

| Fortsetzung         |     |
| III. Manual         |     |
| Principale armonico | 16′ |
| Basso violone       | 16′ |
| Subbasso            | 16′ |
| Bordone             | 8′  |
| Violoncello         | 8′  |
| Fugara              | 4′  |
| Controtuba          | 16′ |
| Tuba                | 8′  |
| Subbasso            | 16′ |
| Bordone             | 8′  |
| Basso               | 8′  |
| Clarone             | 4′  |

| Fortsetzung        |     |
| IV. Manual         |     |
| Principale         | 24′ |
| Principale stentor | 16′ |
| Tibia              | 16′ |
| Armonica           | 16′ |
| Basso forte        | 8′  |
| Principalino       | 8′  |
| Tuba profonda      | 16′ |
| Tuba               | 8′  |
| Trombina           | 4′  |

| Fortsetzung |     |
| V. Manual   |     |
| Flauto      | 16′ |
| Basso d’eco | 8′  |
| Flauto      | 4′  |

## Literarische Rezeption (Auswahl)
„Welches Wunder er ist! So großartig, so ernst, so riesengroß! Und noch so fein, so luftig, so anmutig! Eine Welt des festen Gewichts, und doch scheint das … eine Wahnvorstellung einer Eisskulptur, die mit einem Atemzug verschwinden könnte! … Die zentrale seiner fünf großen Türen wird von einem Basrelief von Vögeln und Früchten und Biestern und Kerbtieren begrenzt, die aus dem Marmor so genial geschnitzt worden sind, dass sie lebenden Wesen ähnlich sind – und die Figuren so zahlreich sind und das Design so kompliziert, dass man es eine Woche studieren könnte, ohne sein Interesse zu erschöpfen … überall, wo eine Nische oder eine Stütze an dem enormen Gebäude vom Gipfel bis zum Boden gefunden werden kann, gibt es eine Marmorstatue, und jede Statue ist eine Studie für sich … Weit oben, auf dem hohen Dach, springt Reihe auf Reihe der geschnitzten und ausgesägten Türmchen hoch in der Luft, und durch ihr reiches Flechtwerk sieht man den Himmel darüber … Oben auf dem Dach, das sich … von seinen breiten Marmorfliesen erhebt, waren lange Reihen von Türmchen, die aus der Nähe sehr hoch aussahen, sich aber in der Ferne verkleinerten … Wir konnten jetzt sehen, dass die Statuen auf der Spitze von jedem die Größe eines großen Mannes hatte, obwohl sie von der Straße alle aussahen wie Puppen … Sie sagen, dass die Kathedrale Mailands nur an zweiter Stelle nach dem Petersdom in Rom steht. Ich kann nicht verstehen, wie die Kathedrale zu irgendetwas vom Menschen Gemachtem an zweiter Stelle stehen kann.“

## Film
- In Luchino Viscontis Film Rocco und seine Brüder von 1960 ist das Dach des Doms Kulisse einer Szene, ebenso in Luca Guadagninos Film I Am Love aus dem Jahr 2009.
- In der Amazon-Serie Citadel: Diana von 2024 wird der Dom durch einen Terroranschlag zerstört.